# Sebastian Larsson
Bengt Ulf Sebastian Larsson, född 6 juni 1985 i Klosters församling i Eskilstuna, är en svensk före detta fotbollsspelare, som har varit lagkapten för det svenska landslaget.
Efter att ha börjat sin karriär i hemstadens klubb, IFK Eskilstuna, skrev Larsson på för Londonklubben Arsenal vid 15 års ålder. Han gjorde tre ligamatcher för Arsenal innan han flyttade till Birmingham City, först utlånad under säsongen 2006/07, innan en permanent övergång kom till vintern 2007. Larsson tillbringade fem år i Birmingham och upplevde både uppflyttning till och nedflyttning från Premier League vid två tillfällen. Han skrev sedan på för  Sunderland AFC den 1 juli 2011 när hans kontrakt upphörde med Birmingham City FC. Han lämnade Sunderland 2017 för Hull City i Championship där han kom, att tillbringa en säsong. Han återvände sedan 2018 till Sverige och AIK i Allsvenskan. Han blev direkt guldhjälte för AIK som vann Allsvenskan 2018 efter att man endast förlorat en enda match under hela säsongen. Han avslutade sin fotbollskarriär efter säsongen 2022.
Larsson är känd för sina exemplariska och välplacerade frisparkar. I Premier League har han gjort lika många frisparksmål som Cristiano Ronaldo, mer mål än stora namn såsom Frank Lampard, Christian Eriksen och Juan Mata. Larsson ligger på en femteplats med flest frisparksmål i Premier Leagues historia.
Larsson är även den enda svenska fotbollsspelare, som gjort mål på bortaplan mot de största Premier League-klubbarna, som brukar benämnas som ”the big-six”: Arsenal på Emirates Stadium (2011), Chelsea på Stamford Bridge (2011), Liverpool på Anfield (2011), Manchester City på Etihad Stadium (2012), Manchester United på Old Trafford (2014) och Tottenham Hotspur på White Hart Lane (både 2007 och 2015).
Larsson var med det svenska herrlandslaget regelbundet mellan åren 2008 och 2021 och representerade landet vid EM 2008, 2012, 2016 och 2020 samt Världsmästerskapet 2018. Han spelade totalt 133 matcher för Sverige innan han avslutade landslagskarriären i juli 2021.
I februari 2021 blev Larsson expert i Viaplays Premier League-studio.
Den 9 mars 2024 presenterades att Sebastian Larsson blir andre assisterande tränare i Jon Dahl Tomassons, den nya förbundskaptenens, ledarstab för det svenska landslaget.

## Klubblagskarriär

### Tidig karriär
Larsson är född och uppvuxen i Eskilstuna. Han började spela fotboll för den lokala fotbollsklubben IFK Eskilstuna vid fyra års ålder, där han även spelade A-lagsfotboll efter en tid i IK City/Eskilstuna City. År 2001 lämnade Larsson sin moderklubb och blev ungdomsproffs i Arsenal FC, efter att en Arsenal-scout sett honom spela i en juniorlandskamp. Efter besök i London under våren samma år ville den irländske chefsscouten Liam Brady ha honom till klubbens ungdomsakademi och det var då det blev officiellt.

### Arsenal

#### Säsongen 2004/05
Larsson gjorde debut i Arsenals A-lag den 27 oktober 2004 mot Manchester City FC i Engelska ligacupen då han blev tillsatt som lagets vänsterback, även om hans ursprungliga position var mittfältare. Larsson hade dock sedan innan redan varit med på bänken i ett möte mot Panathinaikos men fick då ingen speltid. Larsson spelade ytterligare två ligacupmatcher för Arsenal den säsongen.

#### Säsongen 2005/06
Sommaren 2005 skrev han på ett tvåårigt proffskontrakt och fick den 1 februari 2006 göra sin Premier League-debut, då han kom in efter halvtid istället för Sol Campell i ett derby mot West Ham United. På grund av Campbells defensiva problem i den matchen startade Larsson de kommande två ligamatcherna i hans frånvaro, en 2–0-seger borta mot Birmingham City tre dagar senare och 1–1 hemmamatch mot Bolton Wanderers den 11 februari, där han ersattes av Dennis Bergkamp.

#### Säsongen 2006/07: Lån till Birmingham City
Larsson skrev på för Birmingham City på ett säsongslångt låneavtal från Arsenal i augusti 2006, med möjlighet att göra flytten permanent. Larsson gjorde en omedelbar påverkan och gjorde två sena mål i hans två första matcher mot Crystal Palace och Shrewsbury Town. Han gjorde också två mål mot Newcastle United i FA-cupen.
Larsson och Birmingham gjorde det så pass bra under säsongen att man slutade på en andraplats i ligan, två poäng bakom Sunderland och man kvalificerade sig därmed till Premier League säsongen 2007/08. 

### Birmingham City

#### Säsongen 2007/08
I slutet av januari 2007 skrev Larsson permanent på för Birmingham City, ett fyraårskontrakt som kostade klubben cirka 10 miljoner kronor. Han gjorde Birminghams första mål för säsongen mot Sheffield Wednesday i april 2007 då han tog med bollen från egen planhalva och avslutade inifrån straffområdet.

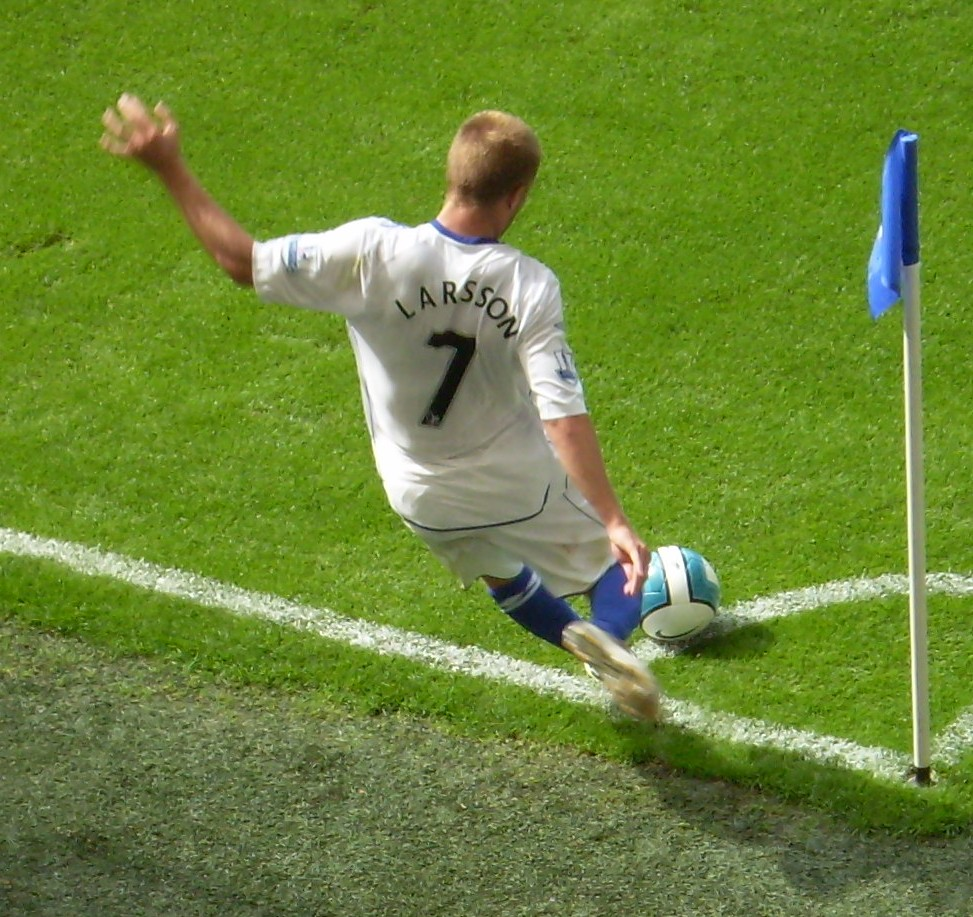
Larsson tar en hörna för Birmingham City 2007

Under säsongen 2006/07 användes Larsson främst på högerkanten och flyttades ibland ner på högerback eller vänsterback när spelare skadades. Hans prestationer vid den högra delen av mittfältet under säsongen 2007/08, särskilt en Man of the Match-uppvisning mot Bolton Wanderers, klargjorde att detta var hans bästa position.

#### Säsongen 2008/09
I en match mot Tottenham Hotspur i december 2007 gjorde han ett spektakulärt stopptidsmål för att ge Birmingham sin första bortaseger i Premier League på över tre månader. Han gjorde hälften av sina sex mål den säsongen på frispark, en gång två i matcher i rad mot Tottenham och Portsmouth och ett från 27 meter mot Liverpool. Med fyra veckor återstående av säsongen rankade Opta-statistiken Larsson som den bästa frisparksspelaren i Premier League. Även om Larsson hyllades stort i England under denna tidpunkt misslyckades han med att rädda Birmingham från nedflyttning till Championship.

#### Säsongen 2009/10
Larsson och Birmingham fick efter en olycklig säsong i Premier League börja om i Championship igen. Man lyckades dock snabbt ta sig tillbaka till högsta ligan efter att man avslutet säsongen med 83 poäng och en andraplats. Larsson spelade en viktig roll i lagets framgångar under säsonger och spelade totalt 38 matcher i ligan och en i ligacupen. 

#### Säsongen 2010/11

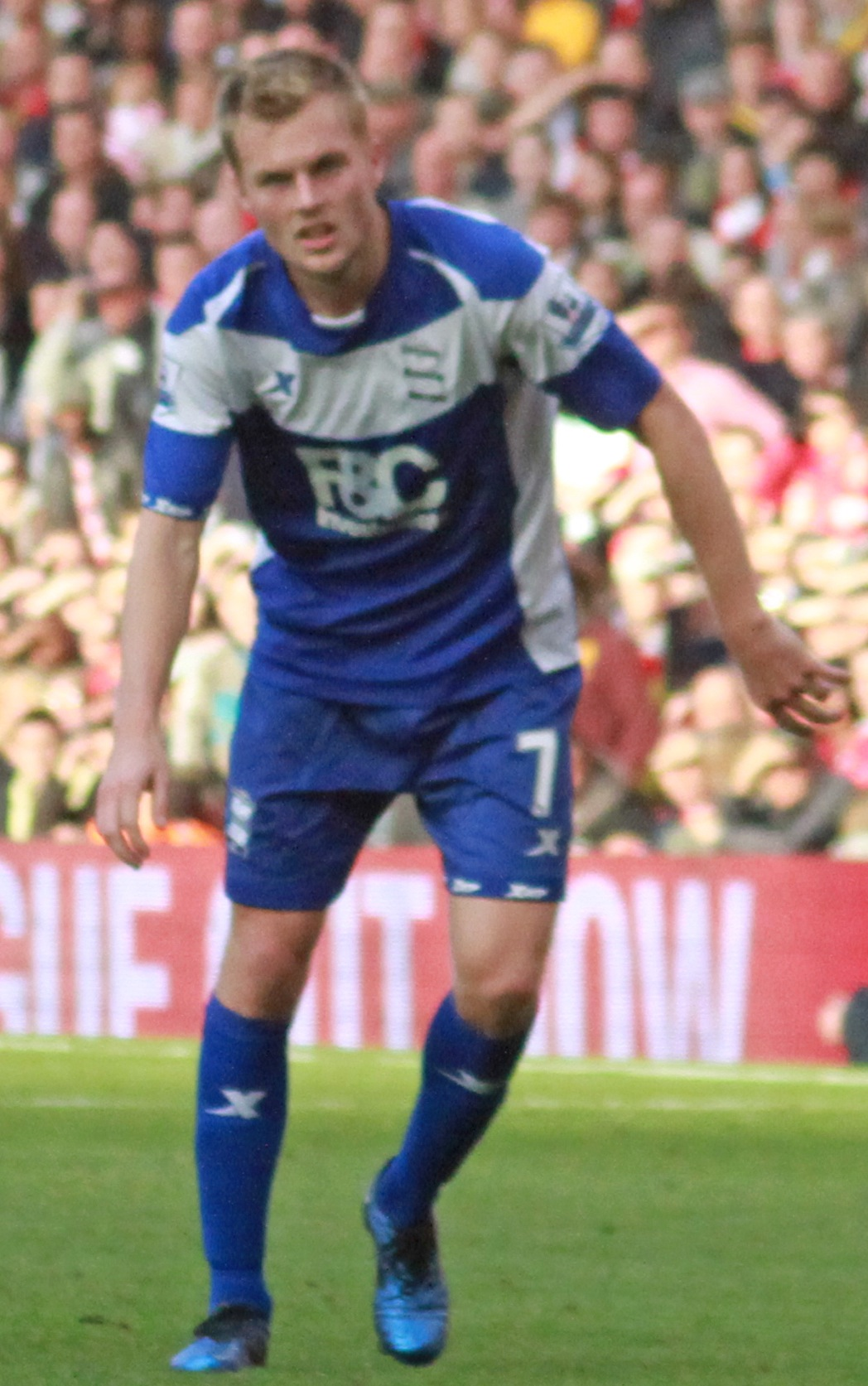
Larsson under en match för Birmingham City 2010

På premiärdagen för säsongen 2010/11 startade Larsson för att sedan assistera till båda Birminghams mål när de spelade 2–2 mot Sunderland på Stadium of Light. Han gjorde återigen en assist när han assisterade Craig Gardner som i hans första hemmamatch för Birmingham blev matchhjälte i en  2–1-seger mot Blackburn Rovers. Borta mot Fulham den 27 november 2010 assisterade Alexander Hleb Larsson, som öppnade målskyttet med sitt första mål för säsongen, ett lågt skott över målvakten. Matchen slutade 1–1.
Larsson spelade en viktig roll i Birminghams väg till League Cup-finalen 2011. Han gjorde mål från straffpunkten innan Nikola Žigić gjorde det avgörande målet i den 84:e matchminuten i kvartsfinalen mot ärkerivalerna Aston Villa. I den första matchen i semifinalen mot West Ham United gjorde Liam Ridgewell mål från Larssons hörn innan Victor Obinna fick rött kort och utvisades för att ha sparkat Larsson i ljumsken. 
Trots spekulationer om Larssons framtid i Birmingham - med ett kontrakt som löpte ut i slutet av säsongen, fick hans agent tillåtelse att föra samtal med Newcastle United om en signatur av spelaren, men de personliga villkor var inte överens. Larsson blev utbuad av sina egna fans när han kom in som ersättare i matchen efter mot Manchester United. Larsson återvände till startelva i stället för David Bentley och spelade 100 minuter när Birmingham vände ett 2–1-underläge till vinst i semifinalens andra match mot West Ham, slutresultat skrevs till 4–3. I finalen på Wembley mot fasta favoriter Arsenal gjorde Žigić mål på Larsson hörna, vilket gav Birmingham en oväntad ledning. Även om Robin van Persie utjämnade matchen, gjorde Obafemi Martins det avgörande målet i den 89:e matchminuten för att ge Birmingham sin första titel sedan 1963, vilket också gav dem en plats i Europa League.
Larsson utnyttjade av en defensiv blandning men gjorde även öppningsmålet när Birmingham slog Sunderland 2–0 på St Andrews den 16 april. Fyra dagar senare firade han sitt 200:e framträdande för klubben i alla tävlingsformer med ett straffmål, dock förlorade Birmingham matchen mot de regerande mästare Chelsea. Den 1 maj utnyttjade han Michael Manciennes misstag för att göra utjämningsmålet mot Wolverhampton Wanderers, vilket hjälpte hans lag att sno åt sig en poäng trots att man spelade med en man mindre i mer än en timme efter att Gardner blivit utvisad. 
Inget nytt avtal skrevs mellan Larsson och Birmingham, och efter nedflyttning till Championship ytterligare en gång bekräftade klubben att Larsson skulle lämna i slutet av säsongen när hans kontrakt gick ut. Larsson hade vid det har laget i gjort klart med någon ny klubb.

### Sunderland AFC

#### Säsongen 2011/12

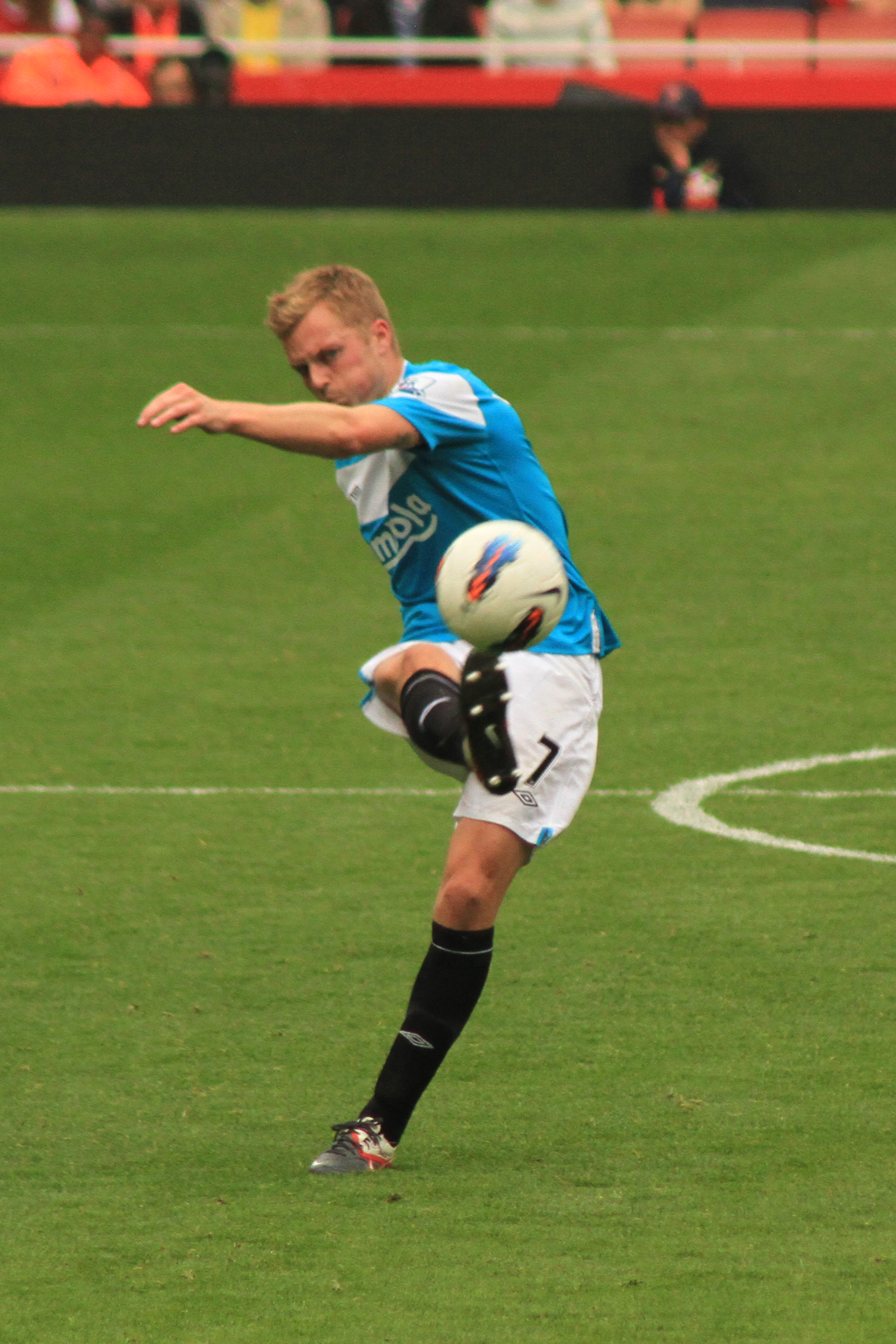
Larsson tar en frispark för Sunderland 2011

Den 22 juni 2011 bekräftade Sunderland att Larsson hade skrivit på för klubben. Han fick bära tröjnummer 7 för säsongen 2011/12. Han satte ton direkt i sin debut med utjämningens målet i andra halvlek i en 1–1-oavgjort på säsongens premiärdag mot Liverpool på Anfield. Larssons andra Sunderland-mål, gjorde han på en frispark när han satte sitt lags 4–0-mål mot Stoke City på Stadium of Light i deras första seger för säsongen. Larsson gjorde även mål på en frispark mot Arsenal på Emirates Stadium en månad senare, vilket fick Arsenal-chefen Arsène Wenger att beteckna sin tidigare spelare som: "Kanske den bästa i ligan på frisparkar."
Han gjorde öppningsmålet i Sunderlands 2–1-förlust mot Wigan Athletic den 26 november, vilket visade sig vara tränaren Bruces sista match för klubben. När Sunderland besökte Wolves följande vecka tilldelades Larsson till sig en straff. Hans straff räddades dock av Wayne Hennessey och mindre än 30 sekunder senare utjämnade Steven Fletcher för Wolves. Larsson tog revansch på sig själv matchen efter och gjorde ett  frisparksmål mot Blackburn Rovers på stopptid för att säkra en 2–1-seger i nya tränaren Martin O'Neills första match. Larsson gjorde ytterligare ett frisparksmål den 8 januari i FA-cupen då man vann med 2–0 mot Peterborough United på London Road. I den femte omgången med Arsenal kom Sunderland på en snabb motattack vilket ledde till att Larsson träffade ripan och bollen slog därefter ner till  Alex Oxlade-Chamberlain som kunde sätta ditt Sunderland 2–0-mål och därmed kvalificera sig till in i kvartsfinal. Larsson gjorde två mål när Sunderland spelade 3–3 mot Manchester City på Etihad Stadium den 31 mars. 

#### Säsongen 2012/13
Larsson gjorde ett 23 meters långt mål som sitt första mål för Premier League säsongen 2012/13 mot West Ham United den 12 januari 2013 i en 3-0-seger. Han gjorde även en assist till Stéphane Sessègnons mål i Sunderlands 1–0-nederlag mot Everton den 20 april och pressade klubben ned till nedflyttningszonen. Ett mål mot West Ham visade sig vara Larssons enda mål för säsongen, en säsong som var överväldigande både på han själv och på klubben eftersom Sunderland knappt lyckades undvika nedflyttning. 

#### Säsongen 2013/14
Hans första mål för säsongen 2013/14 kom den 6 november 2013, i en 2–1 seger mot Southampton i ligacupen. Hans första ligamål för säsongen kom mot Manchester United den 3 maj 2014, där han gjorde det enda målet i matchen. Resultatet gav Sunderland sin första seger på Old Trafford sedan 1968. Efter att ha bidragit till Sunderlands resa från nedflyttning zonen förlängde Larsson sitt kontrakt med Sunderland fram över säsongen 2017 den 3 juni 2014.

#### Säsongen 2014/15
Den 16 augusti 2014 gjorde Larsson en sen utjämning för Sunderland i deras 2–2-match med West Bromwich Albion på inledningsdagen för Premier League säsongen 2014/15.  Hans andra mål för säsongen var en frispark i en 1–1-match mot Everton den 9 november. Även hans tredje mål  var på frispark och kom i en 2–1-förlust mot Tottenham den 17 december.   
Säsongen 2014/2015 slutade Sunderland på 16:e plats i Premier League efter en stark avslutning med tolv inspelade poäng under de sista åtta omgångarna. Mest noterbart under säsongen var att man förlorade med 0–8 borta mot Southampton och vann båda mötena med rivalerna Newcastle United med 1–0. Larsson spelade 36 matcher i Premier League och svarade för tre mål samt tre målgivande passningar, sammanlagt spelade han 40 tävlingsmatcher och svarade för tre mål. Larsson utsågs till Sunderlands Supporters "Player of the Year" i slutet av säsongen.   

#### Säsongen 2015/16
Säsongen 2015/2016 blev dramatisk för Sunderland. Tre säsonger i rad hade Sunderland hamnat obehagligt nära nedflyttning till andra divisionen. Man fick till och med vänta på den första segern till den tionde omgången då rivalerna Newcastle United fick åka hem från Stadium of Light med 0–3 i bagaget. Tre veckor innan den segern hade Dick Advocaat avgått och ersatts av engelsmannen Sam Allardyce. Några sportsliga höjdpunkter under säsongen för Sebastian Larsson och laget var segrarna på hemmaplan mot Manchester United (2–1) och Chelsea (3–2).  I den näst sista omgången besegrade man Everton med 3–0 på hemmaplan vilket säkrade kontraktet till Premier League samtidigt som Norwich City och Newcastle United degraderades. Sebastian Larsson hade skadebekymmer i mitten av säsongen efter att han klivit av med en skada i höger knä hemma mot Stoke City (2–0) den 28 november 2015 och comebacken dröjde ända till den 5 mars 2016 då han borta mot Southampton (1–1) byttes in i den 76:e matchminuten. Han spelade med anledning av skadan endast 18 matcher i Premier League och noterades för en målgivande passning, sammanlagt spelade han 19 tävlingsmatcher. För första gången sedan tiden i Arsenal gick han mållös från en säsong i England.

#### Säsongen 2016/17
Säsongen 2016/2017 var Sunderlands tionde raka säsong i Premier League, men sviten tog slut då man hamnade på 20:e och sista plats i tabellen efter att man endast noterat sex segrar på de 38 matcherna och man slutade hela 16 poäng från säker plats. Ny manager för klubben var skotten David Moyes som i juli 2016 ersatt Sam Allardyce som blivit förbundskapten för England. Larsson spelade 21 matcher i Premier League och noterade en målgivande passning efter att ha missat de första månaderna på grund av samma knäskada som nu krävde operation och comebacken dröjde till den 3 december 2016 då han hemma mot de regerande mästarna Leicester City (2–1) byttes in inför den andra halvleken, sammanlagt spelade han 23 tävlingsmatcher. Efter sex säsonger i Sunderland AFC var det sommaren 2017 slutspelat för klubben och han lämnade dem efter att ha spelat sammanlagt 203 tävlingsmatcher och han svarade för 14 mål i dessa matcher.

### Hull City

#### Säsongen 2017/18
Sunderland och Larsson valde att ömsesidigt bryta kontraktet när klubben åkte ur högsta divisionen. Larsson skrev då på ett ettårigt kontrakt med Championship-klubben Hull City den 9 augusti 2017. Han gjorde sin första match för klubben när han kom från bänken som i den 74:e matchminuten då han ersatte Kamil Grosicki i en hemmasegern 4–1 mot Burton Albion den 12 augusti 2017. Den 30 september 2017 gjorde han sitt första mål för Hull, när han gjorde det sjätte målet i en 6–1-hemmaseger över gamla klubben Birmingham City. 
Han erbjöds ett nytt kontrakt av Hull i slutet av säsongen 2017/18, men valde att neka då han hade blickarna hem mot Sverige istället. 

### AIK

#### Säsongen 2018
Den 11 juni 2018 kom Larsson och den Allsvenskan-klubben AIK överens om ett kontrakt som sträckte sig säsongen 2020 med option på ytterligare ett år och han anslöt till truppen efter VM i Ryssland 2018. Den första träningen på Karlberg gjorde han den 16 juli 2018.Han vann första året i AIK SM-guld 2018. Den 22 juli 2018 debuterade Sebastian Larsson för AIK då man tog emot IF Brommapojkarna (5–1) inför 12 781 åskådare på Friends Arena. I tröja nummer 16 var han av chefstränaren Rikard Norling uttagen i startelvan och svarade för en inspirerad debut innan han ersattes av Ahmed Yasin i den 68:e matchminuten. Det första målet för AIK kom hemma mot BK Häcken (3–0) inför 17 163 åskådare på Friends Arena den 1 september 2018 då han i den 27:e matchminuten från högerkanten slog en frispark direkt i mål.
Den 27 september 2018 möttes AIK och IFK Göteborg (2–0) inför 12 104 åskådare på Gamla Ullevi och AIK tog tre viktiga poäng i den allsvenska guldjakten efter att Larsson assisterat målskyttarna Tarik Elyounoussi och Henok Goitom fria lägen i straffområdet. Den 29 oktober 2018 tog AIK emot de regerande svenska mästarna Malmö FF i en match som slutade 1–1 inför 31 160 åskådare på Friends Arena. AIK var mycket nära att notera årets första förlust på hemmaplan då ställningen var 0–1 när ordinarie tid var slut. Då matchklockan passerat de fem meddelade stopptidsminuterna ställde Larsson upp för att slå en frispark från ca 27 meter. Bollen tog högt upp i den högra stolpen och studsade längs mållinjen innan den gick in i målet strax innanför den vänstra stolpen. Taket på nationalarenan lyfte nästan och ett stort måljubel följde i närheten av bortalagets bänk vilket bland annat ledde till att han fick sitt andra gula kort och missade därmed på grund av avstängning det efterföljande bortamötet med Östersunds FK som AIK dock vann med 2–1.
I den näst sista allsvenska omgången, hemma mot GIF Sundsvall (0–0) inför rekordsiffran 50 128 åskådare på Friends Arena den 4 november 2018 tvingades Larsson kliva av i paus och han var därmed ett av flera frågetecken inför serieepilogen på Guldfågeln Arena i Kalmar en vecka senare. Han tog bedövning i omklädningsrummet inför den avgörande matchen, men tvingades att kasta in handduken och ersattes av Denni Avdić. Larsson inledde på bänken, men ersatte Tarik Elyounoussi i den 67:e matchminuten och var därmed på planen då AIK säkrade SM-guldet. Det blev under debutsäsongen i AIK spel i 16 tävlingsmatcher, varav tolv från start, och han noterades för två mål och fyra målgivande passningar då AIK tog klubbens tolfte SM-guld och första på nio år. 

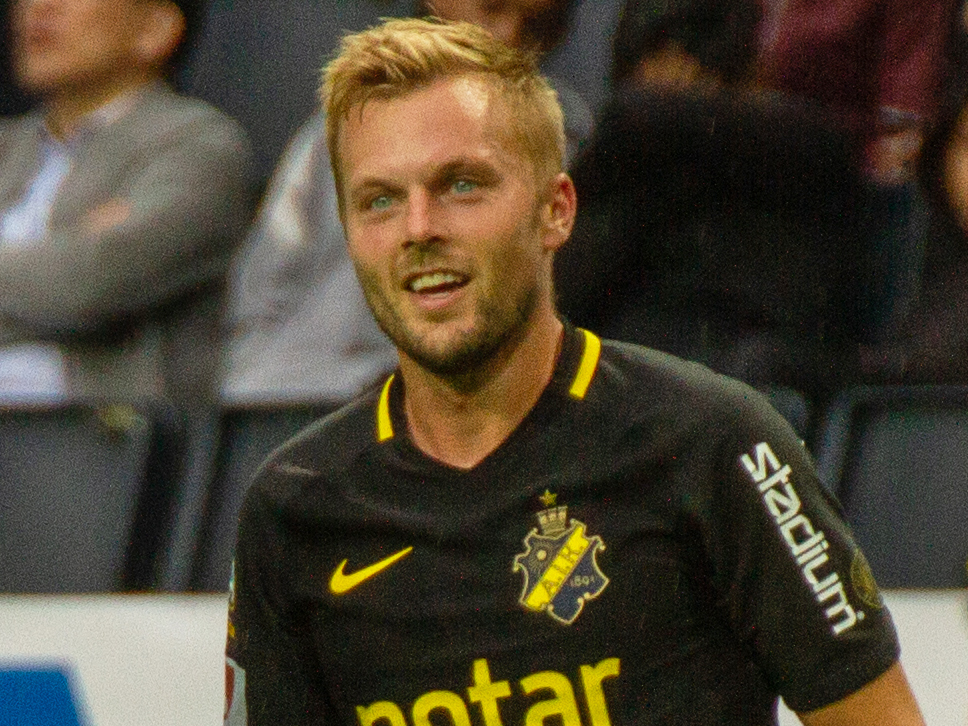
Larsson i AIK 2018

#### Säsongen 2019
2019 inledde de regerande svenska mästarna tävlingsspelet med gruppspelet i Svenska cupen 2018/2019 och man vann gruppen bestående av Jönköpings Södra IF (1–0), Norrby IF (1–1) och Örgryte IS (1–0). I hemmamötet med Örgryte den 2 mars 2019 bar Sebastian Larsson första gången lagkaptensbindeln från start i en AIK-match. AIK bortabesegrade Östers IF (4–2 efter förlängning) i kvartsfinalen i en match där han slog in en frispark i den sjunde matchminuten. AIK åkte något överraskande ur cupen i semifinalen mot de allsvenska nykomlingarna AFC Eskilstuna (6–7 efter straffar) inför 8 731 åskådare på Friends Arena den 17 mars 2019. Under sommaren 2019 klev AIK in i kvalet till gruppspelet i Uefa Champions League 2019/2020 och man slog ut FC Ararat-Armenia med sammanlagt 4–3 efter en mardrömsstart i det första mötet i Yerevan då AIK redan efter tolv minuters spel fått en straffspark emot sig som resulterat och Robert Lundström utvisad. I returen hemma på Friends Arena den 17 juli 2019 var det rutinen som avgjorde för AIK då man vann med 3–1 efter två mål av Henok Goitom och ett mål från straffpunkten av Larsson.

I den efterföljande omgången mot slovenska NK Maribor inledde AIK med 1–2 på bortaplan efter att Larsson spelat fram Henok Goitom till AIK:s kvittering i den 28:e matchminuten. I returen på Friends Arena den 31 juli 2019 inför 19 179 åskådare svarade Larsson för ett frisparksmål i den andra halvleken och AIK hade greppet i förlängningen efter 3–1-målet av Tarik Elyounoussi, men ett mycket sent nickmål av Alexandru Cretu skickade AIK ur kvalet och man fick istället fortsätta i Uefa Europa League 2019/2020. Efter att ha slagit ut FC Sheriff med 3–2 väntade Celtic FC i playoff. Inför mötet hyllade Celtic tränaren Neil Lennon Larsson och sa då:
| ”             | ”Seb” Larsson har spelat för klubbar i England och även varit bra för Sverige. Han är fortfarande stark även om han är 34 år och är en förträfflig spelare med en förträfflig karriär. ”Seb” är en viktig spelare med sina leveranser. | „ |
| – Neil Lennon | |   |

AIK inledde med en 2–0-förlust inför 40 885 åskådare på Celtic Park i Glasgow och i returen blev det en dramatisk första halvlek där AIK gick all in, men kom inte närmare än 1–1 då Larsson slog in en straffspark i den första halvleken. I slutminuterna gick gästerna ifrån och vann till slut returmötet med 4–1.

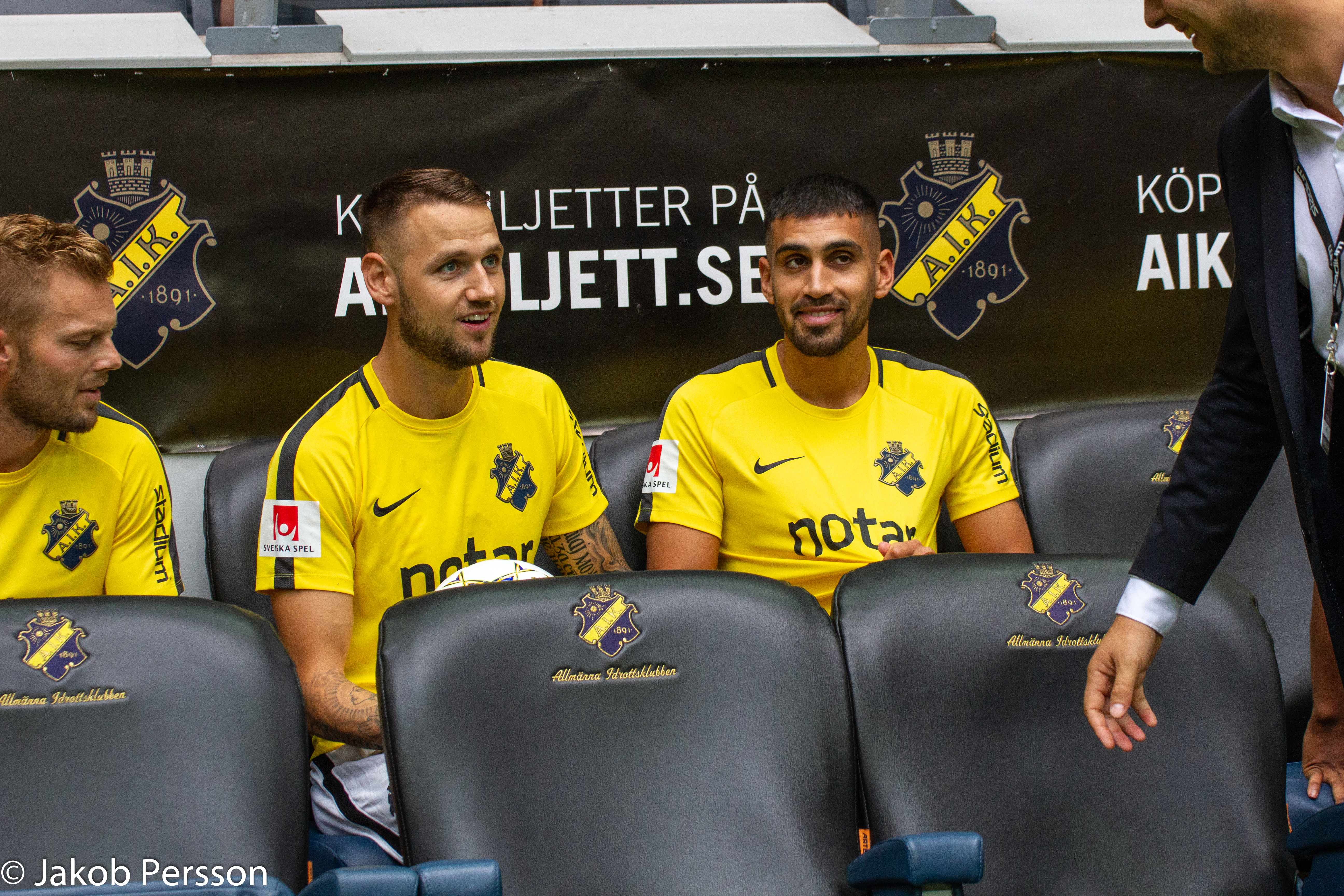
Larsson (vänster) tillsammans med Alexander Milošević (mitten) och Stefan Silva (höger)

I Allsvenskan var AIK länge med i kampen om ett andra SM-guld i rad, men en utebliven signal för en straffspark på stopptid borta mot IF Elfsborg (1–1) då Anton Salétros drogs ner i den 26:e omgången satte brutalt punkt för AIK:s titeljakt. Larsson blev stor derbykung i de båda hemmaderbyna under året. I hemmamötet med Hammarby (2–0) inför 32 861 åskådare på Friends Arena den 2 juni 2019 svarade han för båda målen, varav ett på nick, i den första halvleken och i mötet med Djurgården (1–0) inför 45 367 åskådare på Friends Arena slog han in en straffspark mot den norra läktaren i den första halvleken som fick AIK-supportrarna att vråla av glädje. Året avslutades på Friends Arena den 9 november 2019 med ett uppskjutet cupmöte med Enskede IK där AIK vann med 7–0 efter bland annat ett mål och en målgivande passning av Larsson och AIK avancerade därmed till gruppspelet av Svenska cupen 2019/2020. Larsson spelade 42 tävlingsmatcher under året, varav 38 från start och svarade för elva mål och elva målgivande passningar. De elva tävlingsmålen under 2019 gav honom en tredjeplats i den interna skytteligan efter Henok Goitom och Tarik Elyounoussi som båda svarade för 15 mål. Larssons mål, förutom de ovan nämnda, kom borta mot AFC Eskilstuna (4–2) den 11 augusti 2019, borta mot BK Häcken (2–1) den 15 september 2019 och hemma mot IFK Göteborg (1–0) den 25 september 2019. Larsson bar lagkaptensbindeln från start i åtta tävlingsmatcher under året.

#### Säsongen 2020
AIK avancerade till kvartsfinal i Svenska cupen 2019/2020 innan Coronaviruspandemin 2019–2021 lamslog fotbollen och sköt upp allt spel i drygt tre månader. I gruppspelet ställdes AIK mot Jönköpings Södra IF (2–2), Örgryte IS (1–0) och Kalmar FF (3–1) den 9 mars 2020 då AIK satte ett nytt klubbrekord gällande publik på Skytteholms IP i Solna då 5 026 åskådare såg AIK vinna gruppen. Allsvenskan startade utan publik den 14 juni 2020 och Larsson visade i premiären borta mot Örebro SK (2–0) på Behrn Arena att högerfoten ännu är av världsklass då han slog en högerhörna i den 59:e matchminuten som den allsvenska debutanten Robin Tihi nickade in till 1–0. Larssons första allsvenska mål för året kom i bortaderbyt mot Hammarby (2–0) den 21 juni 2020 då han från straffpunkten fastställde slutresultatet i den 58:e matchminuten.
Fyra dagar senare åkte AIK ur cupen efter 1–4 borta mot Malmö FF i kvartsfinalen i en match där AIK avslutade med nio spelare efter röda kort till Paulos Abraham och Per Karlsson. Efter en tung inledning på Allsvenskan där AIK hade resultatraden 4V-5O-9F efter 18 spelade omgångar, och där chefstränaren Rikard Norling fick lämna klubben efter den elfte omgången, svarade AIK för en stark höst under Bartosz Grzelaks ledning och avslutade seriespelet med 6V-4O-2F vilket gav en slutlig niondeplats i tabellen. I Svenska cupen 2020/2021 avancerade AIK till gruppspelet efter 2–1 borta mot Karlslunds IF FK i den andra omgången.
Sebastian Larsson spelade 33 tävlingsmatcher under året, varav 31 från start, och svarade för fem mål och nio målgivande passningar. Larsson bar lagkaptensbindeln i fyra tävlingsmatcher och han hade därmed haft bindeln runt vänsterarmen i tolv tävlingsmatcher från start under sin tid i AIK. Målen kom borta mot Hammarby (2–0) den 21 juni 2020, hemma mot Malmö FF (2–2) den 28 juni 2020, borta mot Falkenbergs FF (1–1) den 16 augusti 2020, hemma mot Helsingborgs IF (2–0) den 23 augusti 2020 och borta mot IFK Norrköping (2–2) den 26 oktober 2020. 

#### Säsongen 2021
Larssons spelade 90 minuter av AIK:s första tävlingsmatch säsongen 2021, när man slog Oskarshamns AIK med 2–1 i den första matchen av Svenska cupen. Larsson gjorde två mål matchen efter när man besegrade AFC Eskilstuna med 4–0 på Friends Arena, ett av målen var på frispark. Larsson gjorde även ett mål i den tredje matchen i svenska cupen när man förlorade mot rivalen Hammarby IF på Tele2 Arena den 7 mars 2021.
Larsson och AIK inledde Allsvenskan 2021 med en 2–0-hemmaseger mot nykomlingarna Degerfors IF den 12 april 2021. Larsson gjorde sin 100:e match för AIK den 2 maj 2021 när man slog Elfsborg med 1–0 på hemmaplan. Han gjorde även sitt första allsvenska-mål för säsongen samma match när han satte lagets straff i den 49:e matchminuten. Endast 11 minuter efter haltade han av planen skadad och blev ersatt av Ebenezer Ofori. Larsson klargjorde dock i en intervju efter matchen att han avgick på grund av tidigare små känningar, samtidigt som han inte vill riskera något.
Den 8 augusti 2021 visade Larsson vägen för AIK när han låg bakom en derbyseger mot ärkerivalen Djurgårdens IF (4–1) då han gjorde ett mål och två framspelningar. Larsson mål kom då han skruvade in lagets 2–1-mål på en frispark. Mittfältsveteranen fick till en bollbana som gjorde att skottet gick över Jacob Widell Zetterström och in i den bortre delen av målet. Med ett långt inkast låg han även bakom 3–1-målet och sedan slog han hörna som ledde till 4–1.
I den sista ligamatchen för säsongen gjorde Larsson två assist när AIK vände och vann (4–2) mot IK Sirius på hemmaplan. Vinsten innebar att AIK slutade två i tabellen, vilket i sin tur ledde till att man spelade Europa-fotboll säsongen efteråt.

#### Säsongen 2022
Den 7 december 2021 förlängde Larsson sitt kontrakt ytterligare en gång med AIK, fram till den 31 december 2022.
AIK - Elfsborg 2022-11-06 blev sista matchen för Sebastian Larsson i svartgula tröjan. 

## Landslagskarriär

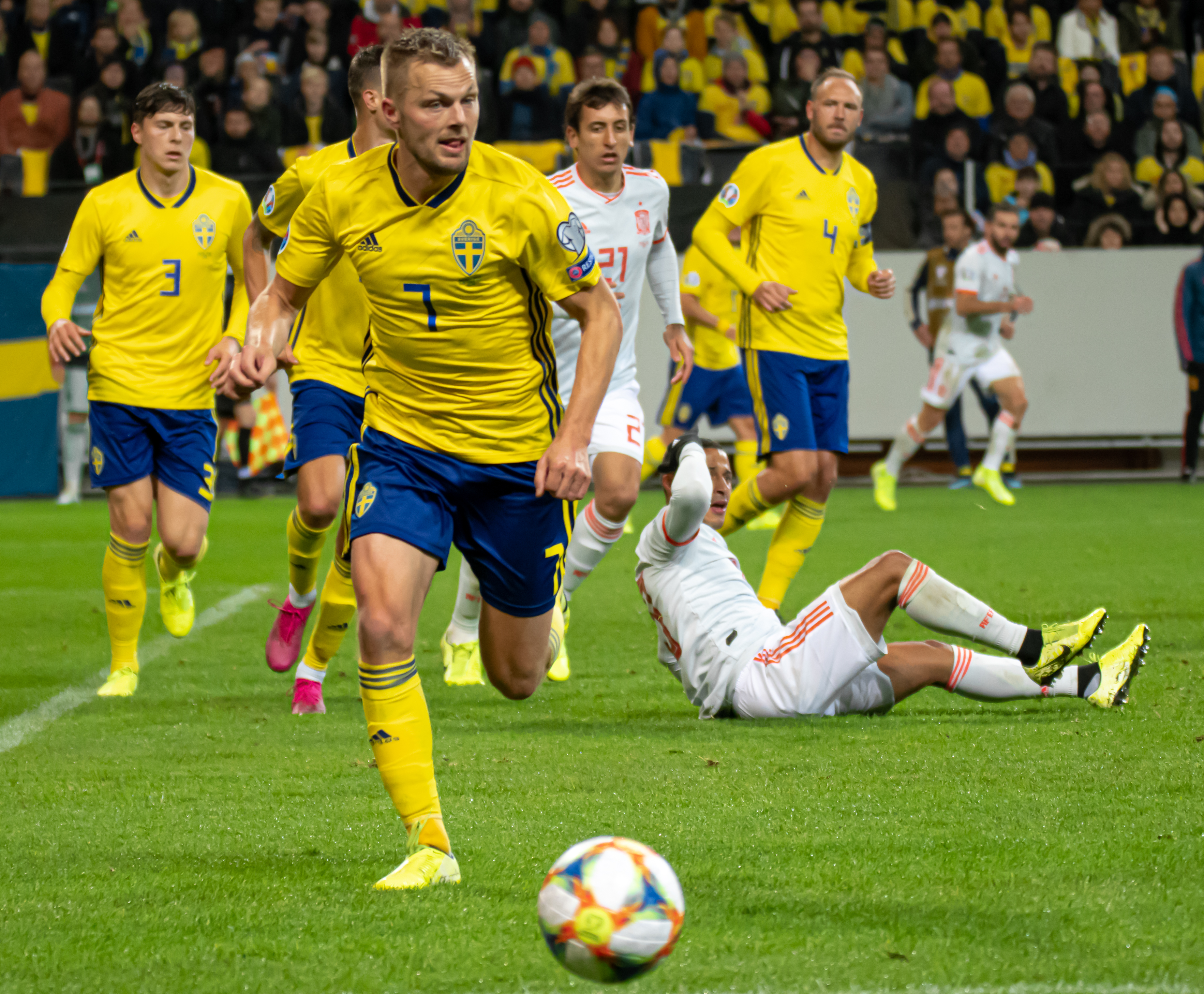
Larsson representerade det svenska herrlandslaget mellan åren 2008–2021. Han spelade totalt 133 matcher, varav han noterade för 10 mål. I och med sina 133 landskamper ligger han på en delad tredjeplats med målvakten Andreas Isaksson för spelare med flest matcher för Sverige.

### Ungdomslagen
Landslagsdebuten skedde den 29 augusti 2000 i en P15-landskamp mot Finland (1–2) inför 1 262 åskådare på Hallstaviks IP i Norrtälje kommun. Larsson startade matchen och svarade för Sveriges mål i den 64:e matchminuten då han slog in en straffspark innan han fem minuter senare ersattes av Valon Hoti. Det blev sammanlagt 32 U19/U17-landskamper och tio mål i dessa matcher innan han den 27 april 2004 debuterade i det svenska U21-landslaget då man mötte Kroatien (2–0) inför 847 åskådare på Stadion Radnik i kroatiska Velika Gorica. Larsson inledde på bänken och byttes in vid ställningen 1–0 i den 62:a matchminuten då han ersatte målskytten Martin Fribrock. Det blev sammanlagt tolv U21-landskamper, varav sex EM-kvalmatcher, mellan 2004 och 2006.

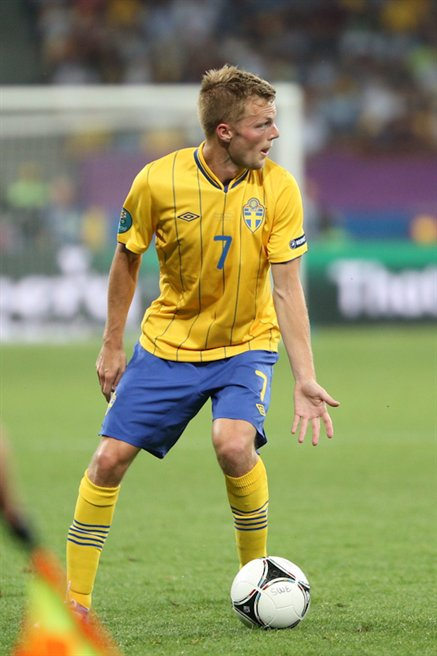
Larsson i landslaget 2012

### Herrlandslaget
Debuten i det svenska A-landslaget skedde den 6 februari 2008 då Sverige under förbundskapten Lars Lagerbäcks ledning mötte Turkiet (0–0) inför 20 000 åskådare på İnönü Stadyumu i Istanbul och Larsson spelade hela matchen. Det första målet i herrlandslaget kom i EM-kvalet hemma mot Moldavien (2–1) under förbundskapten Erik Hamréns ledning den 29 mars 2011 inför 25 544 åskådare på Råsunda fotbollsstadion i Solna då han framspelad av Zlatan Ibrahimović slog in 2–0-målet i den 81:a matchminuten efter ett snabbt skott med högerfoten från ca tio meter.
När Sverige kvalificerade sig för VM i Ryssland spelade Larsson i fem av de tio kvalmatcherna och han bidrog bland annat till de viktiga poängen i hemmamötet med Frankrike (2–1) inför 48 783 åskådare på Friends Arena den 9 juni 2017 när han på stopptid stressade den franske målvakten Hugo Lloris utanför straffområdet vilket gav Ola Toivonen skottläge från mittlinjen och bollen flög in i det övergivna målet vilket tog Sverige ett steg närmare VM. Sverige slutade på andra plats efter Frankrike i grupp A och ställdes mot Italien i Playoff. Sverige avancerade till VM efter att ha vunnit hemmamötet på Friends Arena med 1–0 den 10 november 2017 och tre dagar senare kämpat till sig 0–0 i returen inför 72 696 åskådare på Stadio Giuseppe Meazza i Milano. Larsson spelade 90 minuter i båda matcherna. VM-slutspelet i Ryssland var hans första efter att ha spelat 28 VM-kvalmatcher och playoff mellan 2008 och 2017.
När Sverige den 9 juni 2018 under förbundskapten Janne Anderssons ledning mötte Peru (0–0) i VM-genrepet på Nya Ullevi i Göteborg inför 32 163 åskådare spelade Larsson sin 100:e A-landskamp, en milstolpe som endast tio svenska herrspelare nått tidigare. Han spelade på det centrala mittfältet och hade lagkaptensbindeln på vänsterarmen fram till han byttes ut i den 91:a matchminuten för att ge publiken en möjlighet att hylla honom för milstolpen. Sverige tog sig till kvartsfinal i VM där man föll mot England (0–2) den 7 juli 2018 och Larsson spelade i fyra av landslagets fem matcher då han var avstängd i åttondelsfinalen mot Schweiz (1–0). Turneringen var den fjärde för Larsson som även var med i EM i Schweiz/Österrike 2008 (en match), EM i Polen/Ukraina 2012 (tre matcher) och EM i Frankrike 2016 (tre matcher).
Larsson gjorde sitt 10:e mål för Sverige den 29 maj 2021 då han satte en straff i en träningsmatch mot Finland. Matchen slutade med en 2–0-vinst och Robin Quaison var Sveriges andra målskytt.
Den 16 juli 2021 meddelade Larsson via sina sociala medier att han avslutade sin karriär i det svenska landslaget. Han gjorde totalt 133 matcher varav 10 mål.

## Spelstil
Sebastian Larssons position på planen är mittfältare till höger eller centralt, och han har även vid enstaka tillfällen spelat ytterback.
Larsson är känd för sina exemplariska och välplacerade frisparkar. I Premier League har han gjort lika många frisparksmål som Cristiano Ronaldo, mer mål än stora namn såsom Frank Lampard, Christian Eriksen och Juan Mata. Larsson ligger på en fjärdeplats med flest frisparksmål i Premier Leagues historia.

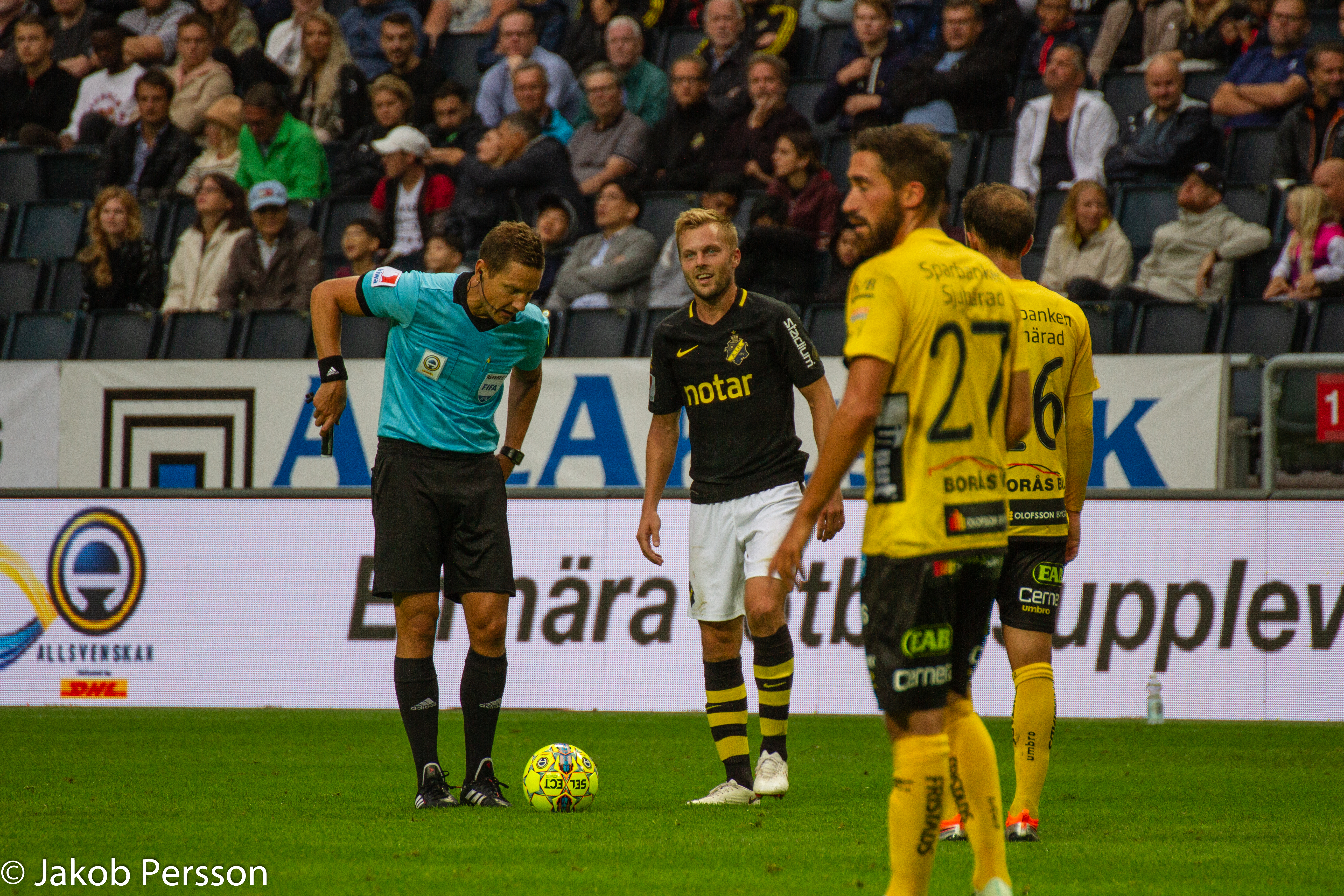
Larsson gör sig redo för att ta en frispark för AIK i en match mot IF Elfsborg, den 12 augusti 2018

Larsson har även gjort sig ett namn under sin karriär som en spelare som aldrig ger upp, samt en spelare som sliter och visar offervilja varje match. Efter en match mot Spanien (1–1) i oktober 2019 hyllades Larsson stort av Hasse Backe i TV4:s sändning då han sprang och pressade de spanska spelarna hela matchen. Efter matchen sa Larsson:
| ”                   | Den dagen jag springer och inte bryr mig på planen och är den typen av spelare då har jag ingenting på en fotbollsplan att göra. Så det är kul att se att glöden finns kvar. | „ |
| – Sebastian Larsson | |   |

Larsson har också under flertal matcher i sin karriär varit lagkapten, såväl som för landslaget och klubblag. Första gången han bar bindeln runt vänsterarmen var i VM-kvalet hemma mot Tyskland (3–5) inför 49 251 åskådare på Friends Arena i Solna den 15 oktober 2013. Larsson spelade då fram till två av de svenska målen.
I AIK-tröjan har Sebastian Larsson burit lagkaptensbindeln i 15 tävlingsmatcher, debuten som AIK-kapten skedde hemma mot Örgryte IS (1–0) i Svenska cupens gruppspel på Friends Arena den 2 mars 2019. Larsson blev även i en landskamp mot Spanien på Sevillas olympiastadion i juni 2021 den första AIK-spelare som burit lagkaptensbindeln i en EM-turnering.

## Privatliv

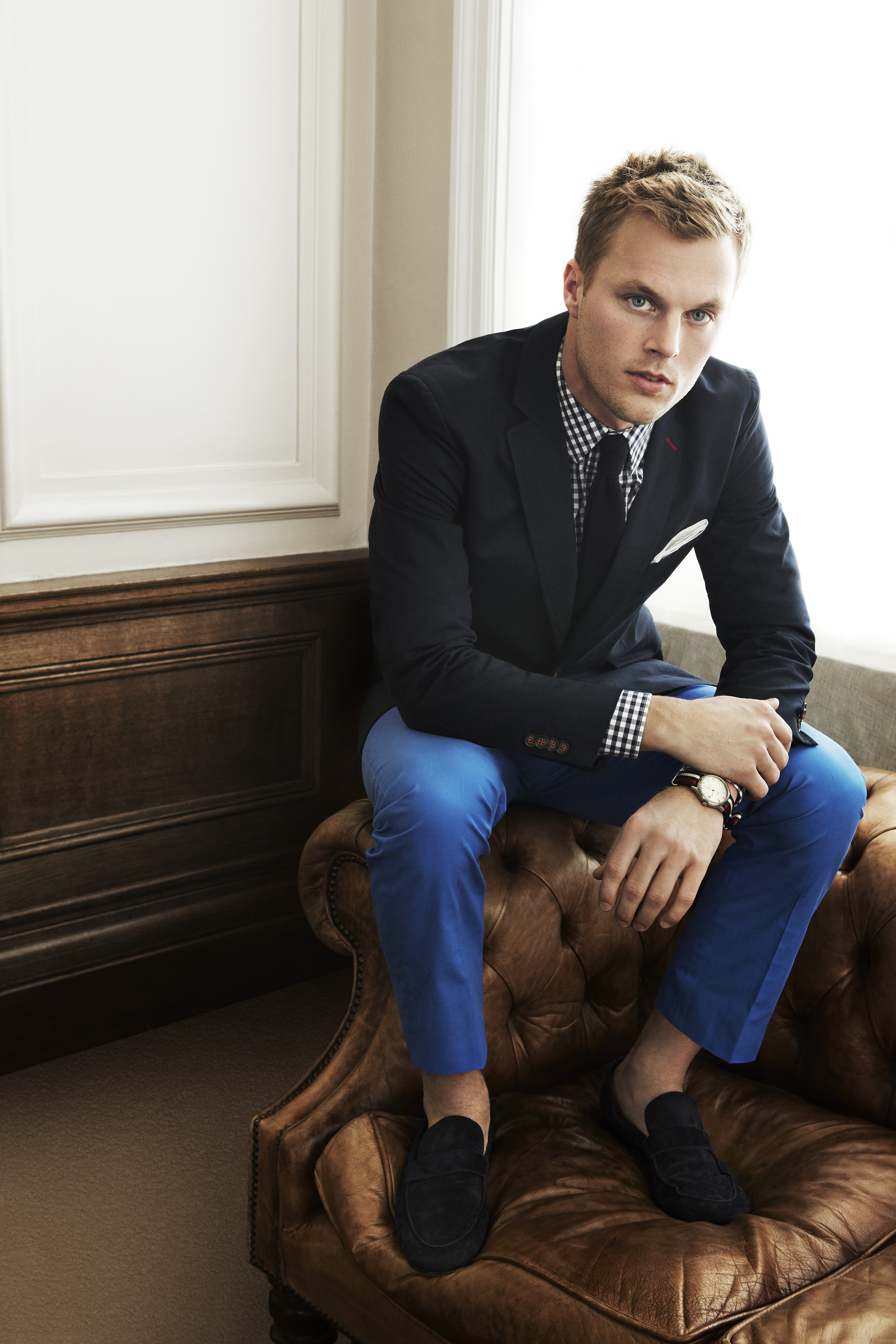
Larsson 2012

Sebastian Larsson är född torsdagen den 6 juni 1985 på nuvarande Mälarsjukhuset i Eskilstuna där han även är uppväxt hos föräldrarna Svante- och Madelene Larsson. Hans far spelade fotboll för IFK Norrköping i Allsvenskan i mitten på 1970-talet och efter den aktiva karriären blev han tränare i många år, bland andra i Västerås SK.
Larsson är sedan flytten hem till Sverige från England 2018 bosatt i Eskilstuna. Han är gift med Tina Larsson (född Lönnberg, 1985). De kände varandra redan under högstadiet men blev inte ett par förrän Tina hade börjat gymnasiet. Larsson bodde då i England och man hade i och med det ett distansförhållande. Tillsammans har de nu två döttrar, Nellie född 2009 och Saga född 2014.
I april 2020 under Coronaviruspandemin skänkte och körde Larsson tillsammans med sin fru ut matlådor till vårdpersonalen på Mälarsjukhuset, där han själv föddes för då 35 år sedan.

## Statistik

### Klubblagsstatistik
| Klubb                                                   | Säsong            | Inhemsk liga      | Inhemsk liga | Inhemsk liga | Nat. täv. | Nat. täv. | Internat. täv. | Internat. täv. | Totalt | Totalt |
| Klubb                                                   | Säsong            | Serie             | SM           | Mål          | SM        | Mål       | SM             | Mål            | SM     | Mål    |
| ------------------------------------------------------- | ----------------- | ----------------- | ------------ | ------------ | --------- | --------- | -------------- | -------------- | ------ | ------ |
| Arsenal                                                 | 2004/05           | Premier League    | 0            | 0            | 3         | 0         | 0              | 0              | 3      | 0      |
| Arsenal                                                 | 2005/06           | Premier League    | 3            | 0            | 5         | 0         | 1              | 0              | 9      | 0      |
| Arsenal                                                 | Totalt i klubblag | Totalt i klubblag | 3            | 0            | 8         | 0         | 1              | 0              | 12     | 0      |
| Birmingham City                                         | 2006/07           | Championship      | 43           | 4            | 7         | 5         | 0              | 0              | 50     | 9      |
| Birmingham City                                         | 2007/08           | Premier League    | 35           | 6            | 2         | 0         | 0              | 0              | 37     | 6      |
| Birmingham City                                         | 2008/09           | Championship      | 38           | 1            | 1         | 0         | 0              | 0              | 39     | 1      |
| Birmingham City                                         | 2009/10           | Premier League    | 33           | 4            | 5         | 0         | 0              | 0              | 38     | 4      |
| Birmingham City                                         | 2010/11           | Premier League    | 35           | 4            | 6         | 1         | 0              | 0              | 41     | 5      |
| Birmingham City                                         | Totalt i klubblag | Totalt i klubblag | 184          | 19           | 21        | 6         | 0              | 0              | 205    | 25     |
| Sunderland                                              | 2011/12           | Premier League    | 32           | 7            | 1         | 7         | 1              | 0              | 34     | 14     |
| Sunderland                                              | 2012/13           | Premier League    | 38           | 1            | 3         | 0         | 0              | 0              | 41     | 1      |
| Sunderland                                              | 2013/14           | Premier League    | 31           | 1            | 10        | 1         | 0              | 0              | 41     | 2      |
| Sunderland                                              | 2014/15           | Premier League    | 36           | 3            | 4         | 0         | 0              | 0              | 40     | 3      |
| Sunderland                                              | 2015/16           | Premier League    | 18           | 0            | 1         | 0         | 0              | 0              | 19     | 0      |
| Sunderland                                              | 2016/17           | Premier League    | 21           | 0            | 2         | 0         | 0              | 0              | 23     | 0      |
| Sunderland                                              | Totalt i klubblag | Totalt i klubblag | 176          | 12           | 21        | 8         | 1              | 0              | 198    | 20     |
| Hull City                                               | 2017/18           | Championship      | 40           | 2            | 0         | 0         | 0              | 0              | 40     | 2      |
| Hull City                                               | Totalt i klubblag | Totalt i klubblag | 40           | 2            | 0         | 0         | 0              | 0              | 40     | 2      |
| AIK                                                     | 2018              | Allsvenskan       | 15           | 2            | 1         | 0         | 2              | 0              | 18     | 2      |
| AIK                                                     | 2019              | Allsvenskan       | 28           | 6            | 6         | 2         | 8              | 3              | 42     | 11     |
| AIK                                                     | 2020              | Allsvenskan       | 28           | 5            | 5         | 0         | 0              | 0              | 33     | 5      |
| AIK                                                     | 2021              | Allsvenskan       | 25           | 3            | 3         | 3         | 0              | 0              | 28     | 6      |
| AIK                                                     | Totalt i klubblag | Totalt i klubblag | 96           | 16           | 15        | 5         | 10             | 3              | 121    | 24     |
| Antal matcher och mål är korrekt per den 8 augusti 2021 |                   |                   |              |              |           |           |                |                |        |        |

### Landslagsstatistik
| Sveriges landslag |         |     |
| År                | Matcher | Mål |
| 2008              | 9       | 0   |
| 2009              | 10      | 0   |
| 2010              | 8       | 0   |
| 2011              | 11      | 3   |
| 2012              | 12      | 3   |
| 2013              | 12      | 0   |
| 2014              | 8       | 0   |
| 2015              | 10      | 0   |
| 2016              | 7       | 0   |
| 2017              | 9       | 0   |
| 2018              | 13      | 0   |
| 2019              | 9       | 2   |
| 2020              | 7       | 0   |
| 2021              | 8       | 2   |
| Totalt            | 133     | 10  |

#### Internationella mål
| Mål | Datum            | Plats                                            | Motståndare   | Mål | Resultat | Tävlingform                                                 |
| --- | ---------------- | ------------------------------------------------ | ------------- | --- | -------- | ----------------------------------------------------------- |
| 1.  | 29 mars 2011     | Råsunda fotbollsstadion, Solna, Sverige          | Moldavien     | 2–0 | 2–1      | Kvalspelet till Europamästerskapet i fotboll 2012 (grupp E) |
| 2.  | 7 oktober 2011   | Helsingfors Olympiastadion, Helsingfors, Finland | Finland       | 1–0 | 2–1      | Kvalspelet till Europamästerskapet i fotboll 2012 (grupp E) |
| 3.  | 11 oktober 2011  | Råsunda fotbollsstadion, Solna, Sverige          | Nederländerna | 2–2 | 3–1      | Kvalspelet till Europamästerskapet i fotboll 2012 (grupp E) |
| 4.  | 26 februari 2012 | Maksimirstadion, Zagreb, Kroatien                | Kroatien      | 2–1 | 3–1      | Vänskapsmatch                                               |
| 5.  | 26 februari 2012 | Maksimirstadion, Zagreb, Kroatien                | Kroatien      | 3–1 | 3–1      | Vänskapsmatch                                               |
| 6.  | 19 juni 2012     | Kievs olympiastadion, Kiev, Ukraina              | Frankrike     | 2–0 | 2–0      | Europamästerskapet i fotboll 2012 (grupp D)                 |
| 7.  | 12 oktober 2019  | Ta’ Qali-stadion, Ta’ Qali, Malta                | Malta         | 2–0 | 4–0      | Kvalspelet till Europamästerskapet i fotboll 2020 (grupp F) |
| 8.  | 12 oktober 2019  | Ta’ Qali-stadion, Ta’ Qali, Malta                | Malta         | 4–0 | 4–0      | Kvalspelet till Europamästerskapet i fotboll 2020 (grupp F) |
| 9.  | 28 mars 2021     | Fadil Vokrri Stadium, Pristina, Kosovo           | Kosovo        | 3–0 | 3–0      | Världsmästerskapet i fotboll 2022 (grupp B)                 |
| 10. | 29 maj 2021      | Friends Arena, Solna, Sverige                    | Finland       | 2–0 | 2–0      | Vänskapsmatch                                               |

## Meriter
Birmingham

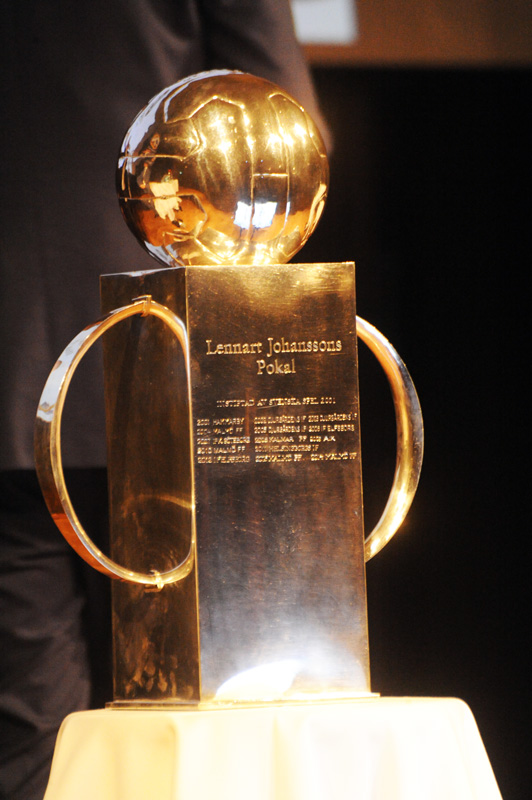
Lennart Johanssons Pokal som Sebastian Larsson vann 2018 med AIK

- Avancemang till Premier League: 2006/2007
- Engelska Ligacupen: 2011

Sunderland
- Engelska Ligacupen finalister: 2013/14

AIK
- Allsvenskan: 2018[58]

Individuellt
- Birmingham City Player of the Year: 2007/08[59]
- Birmingham City Players' Player of the Year: 2007/08[59]
- Birmingham City Goal of the Season: 2007/08[59]
- Sunderland Supporters' Player of the Year: 2014/15[60]

## Bildgalleri

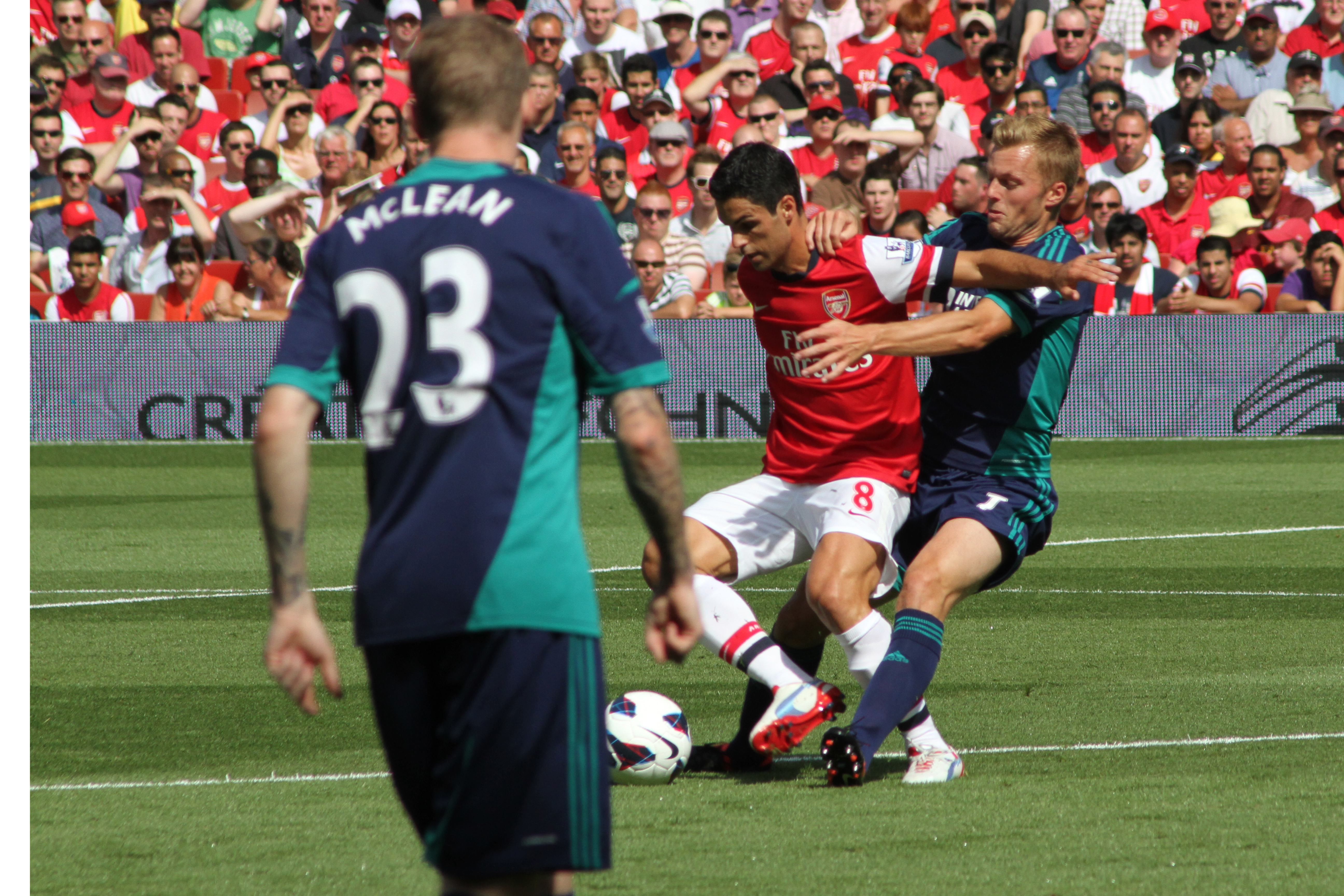
Larsson i kamp mot Mikel Arteta
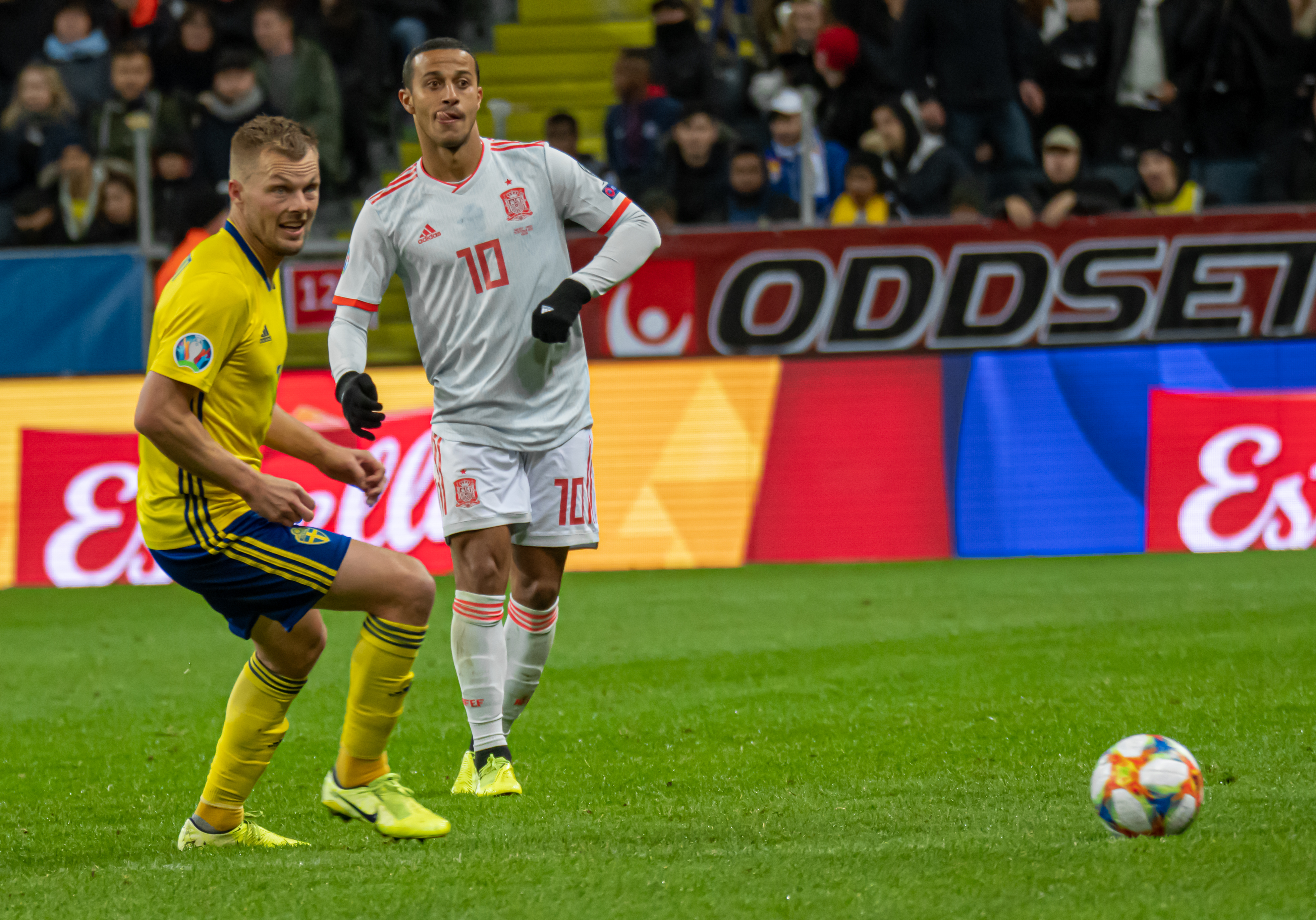
Larsson och Thiago under en landskamp
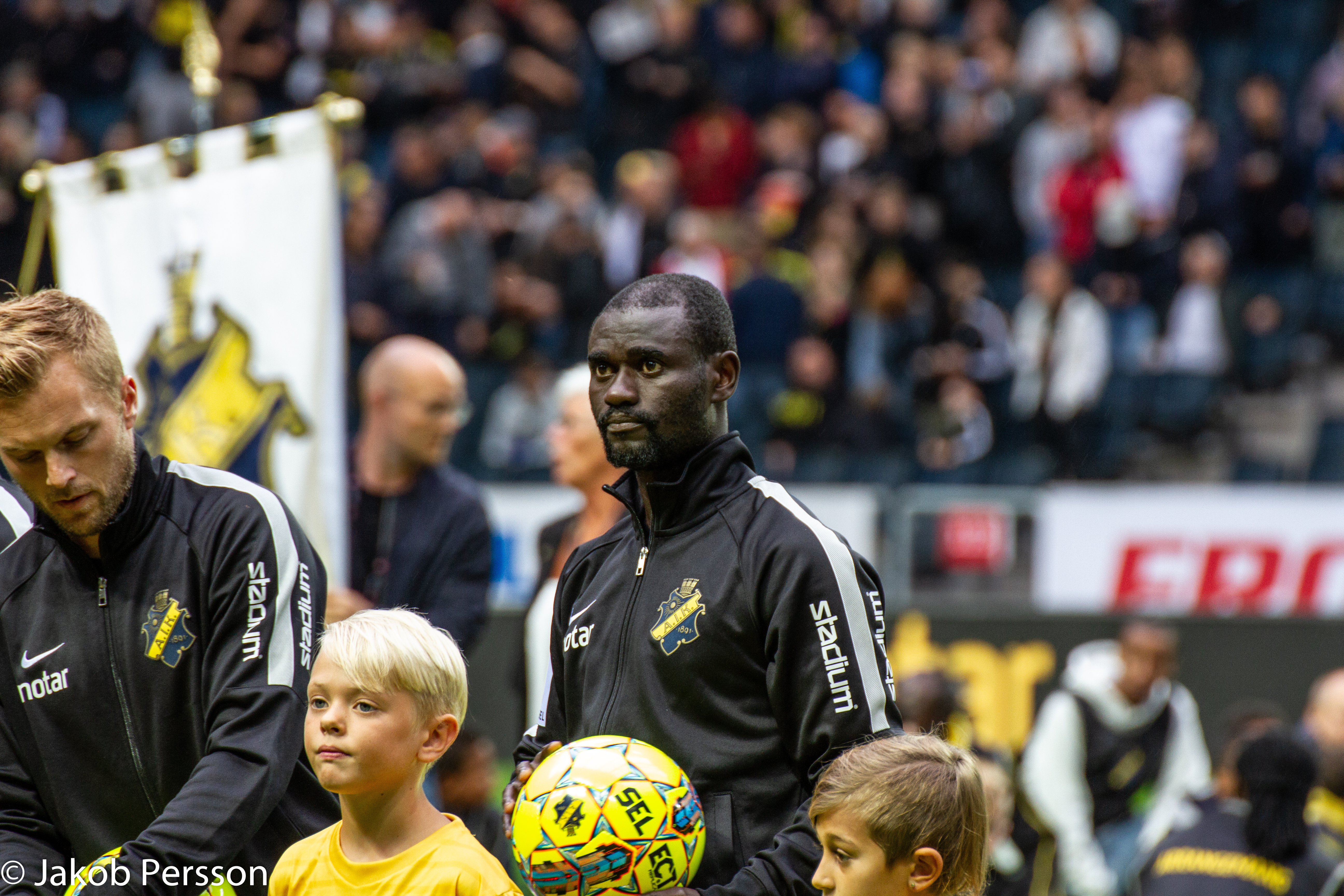
Larsson och Enoch Kofi Adu inför en AIK-match
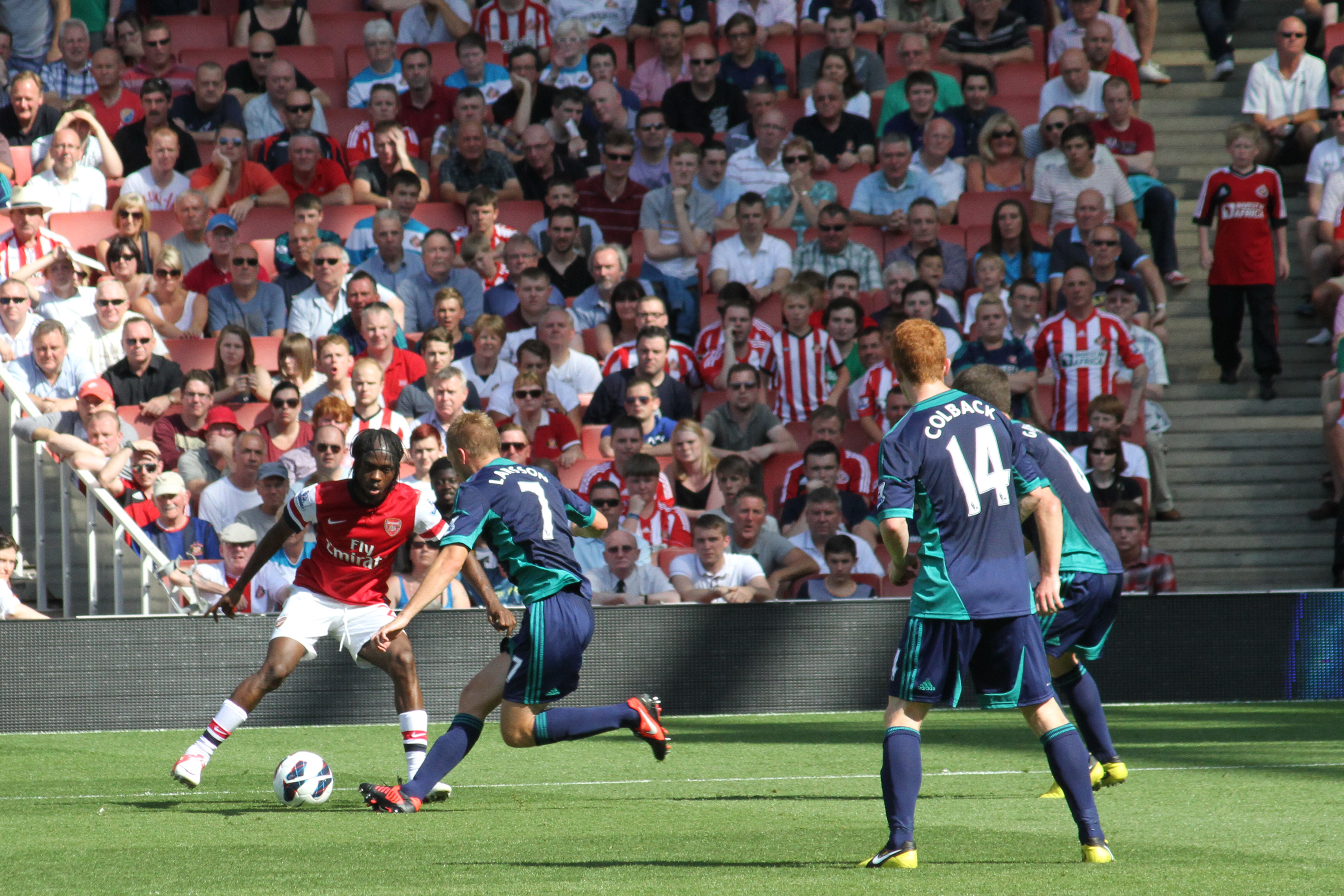
Larsson försöker ta bollen från Gervinho
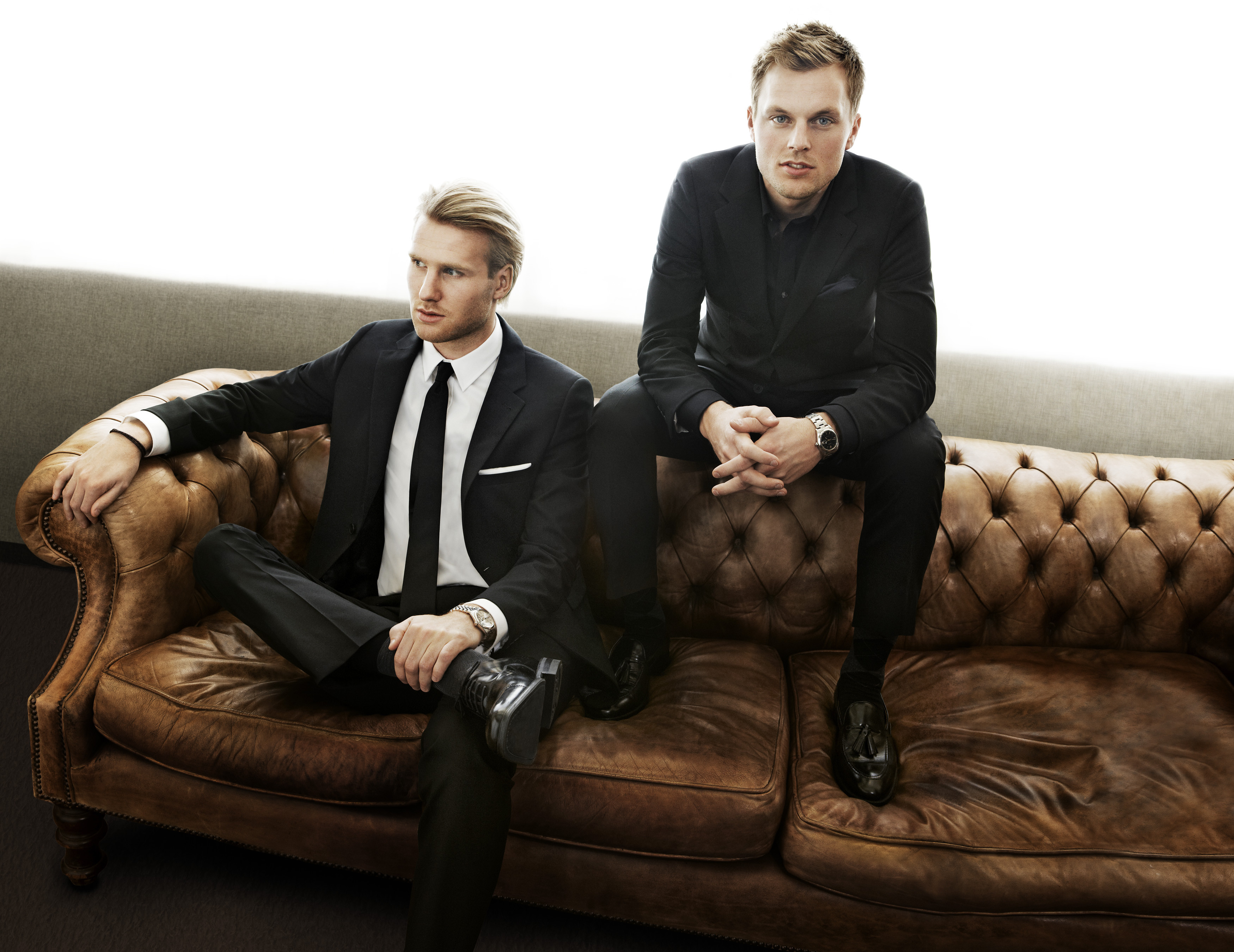
Larsson tillsammans med Ola Toivonen
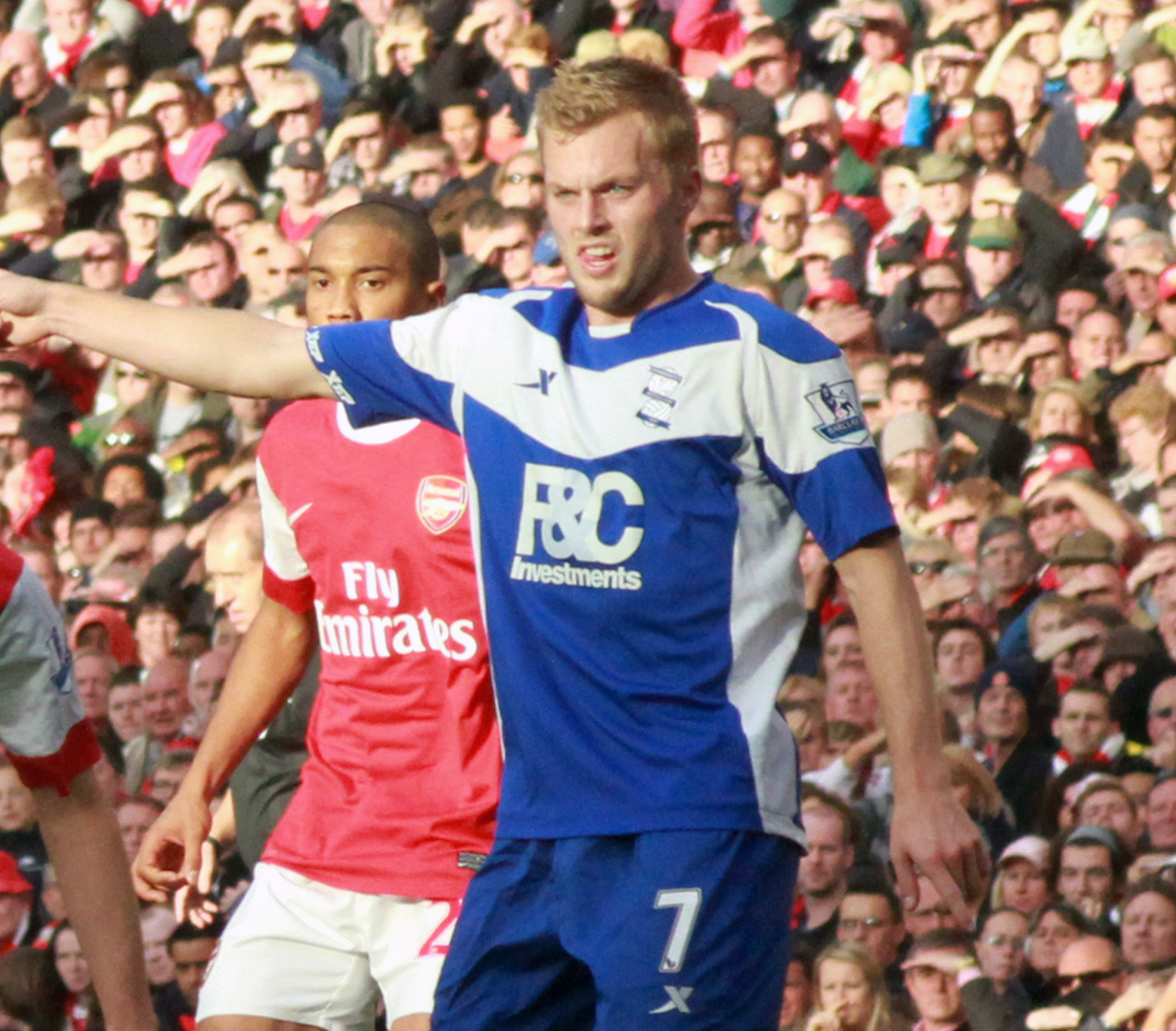
Larsson i Birmingham City
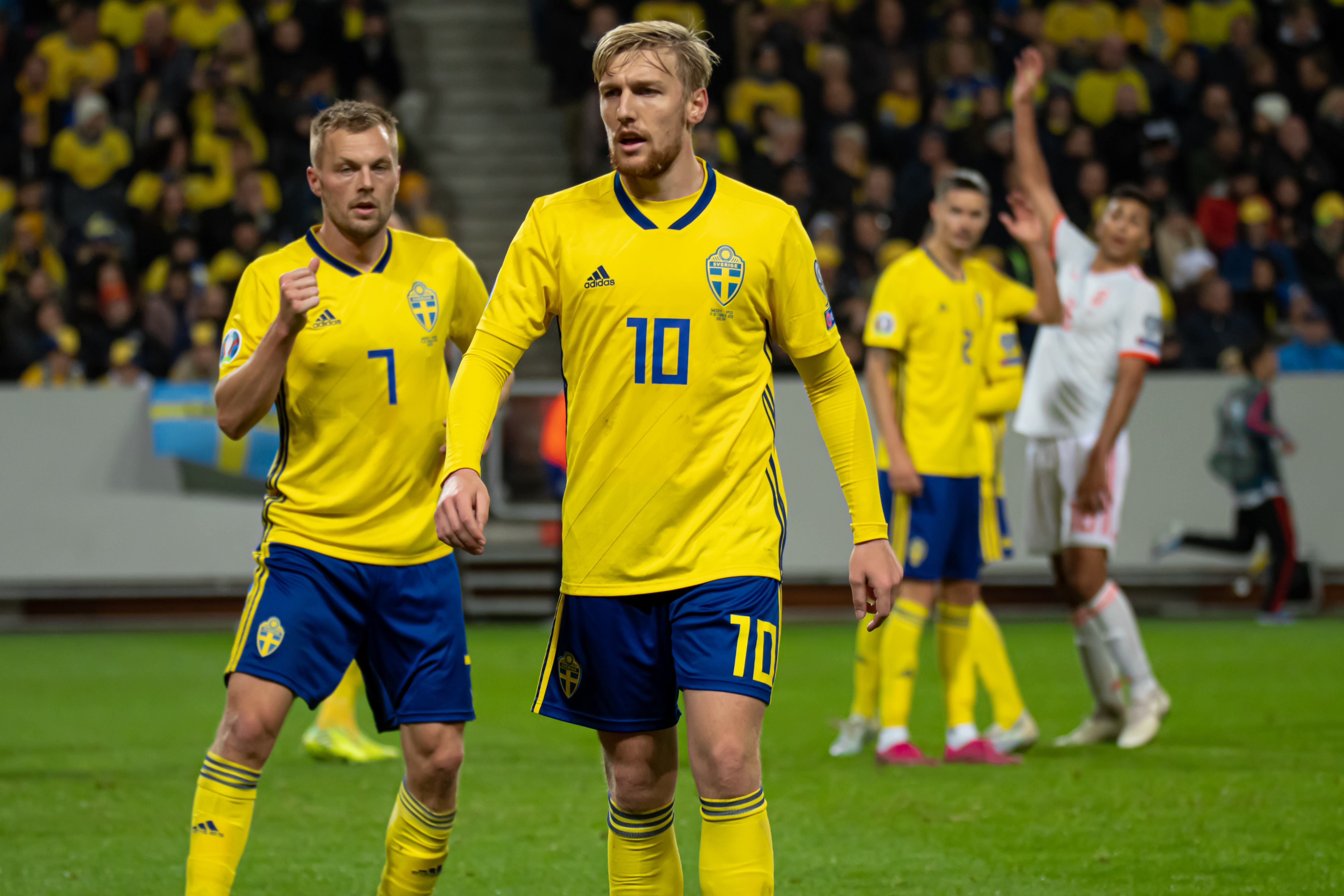
Larsson och Emil Forsberg under en landskamp
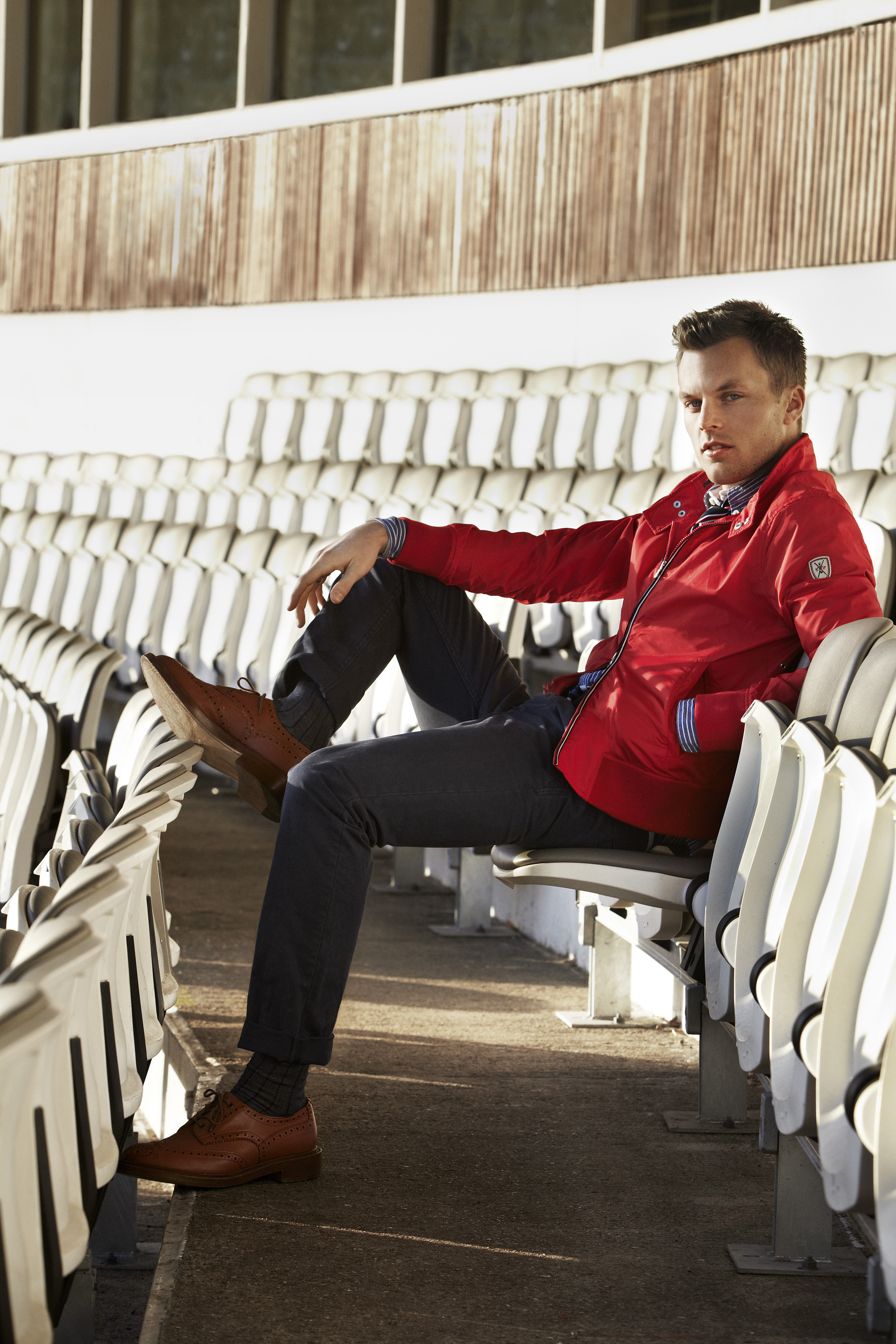
Larsson i en annonskampanj för klädmärket Brothers
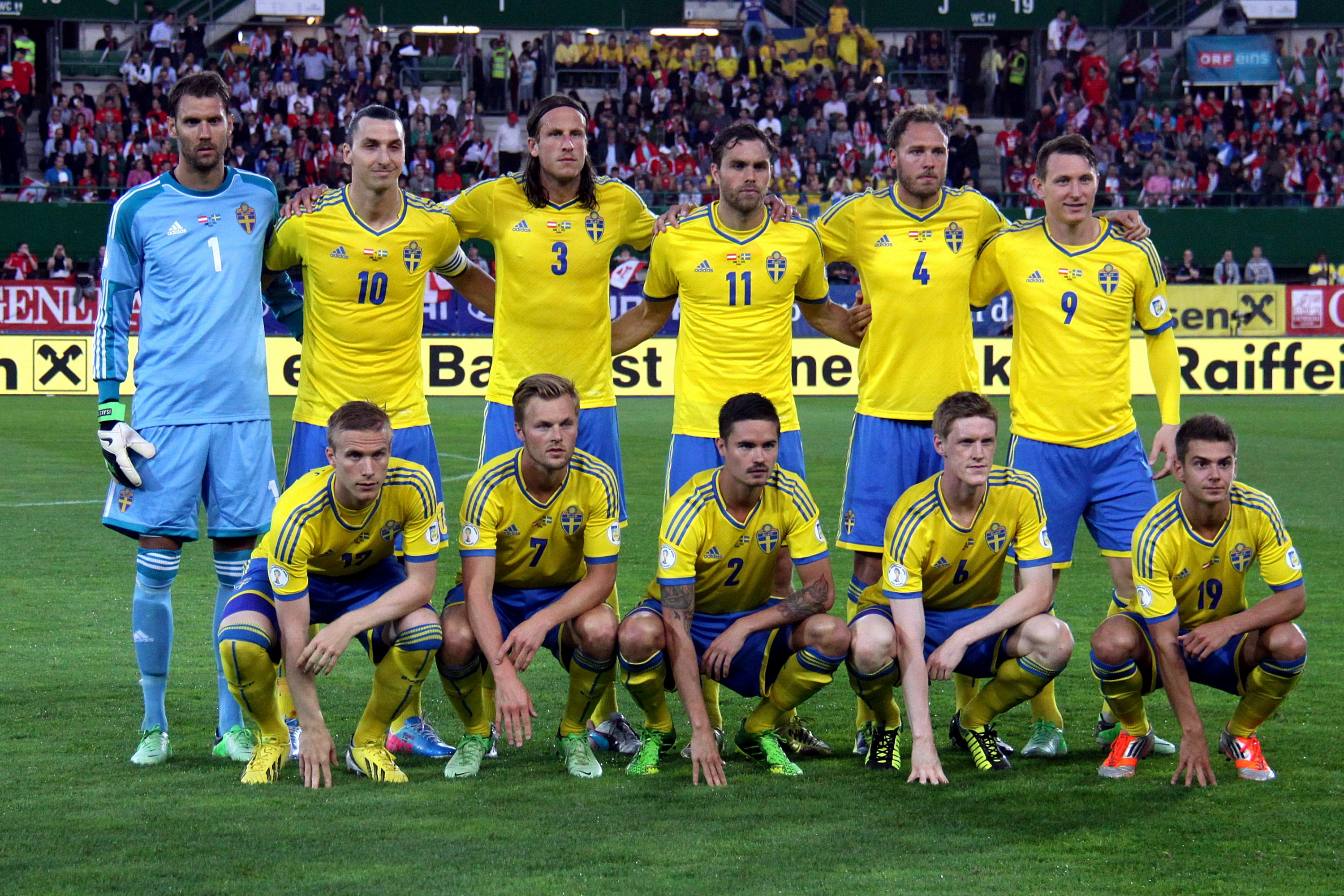
Larsson och det svenska landslaget
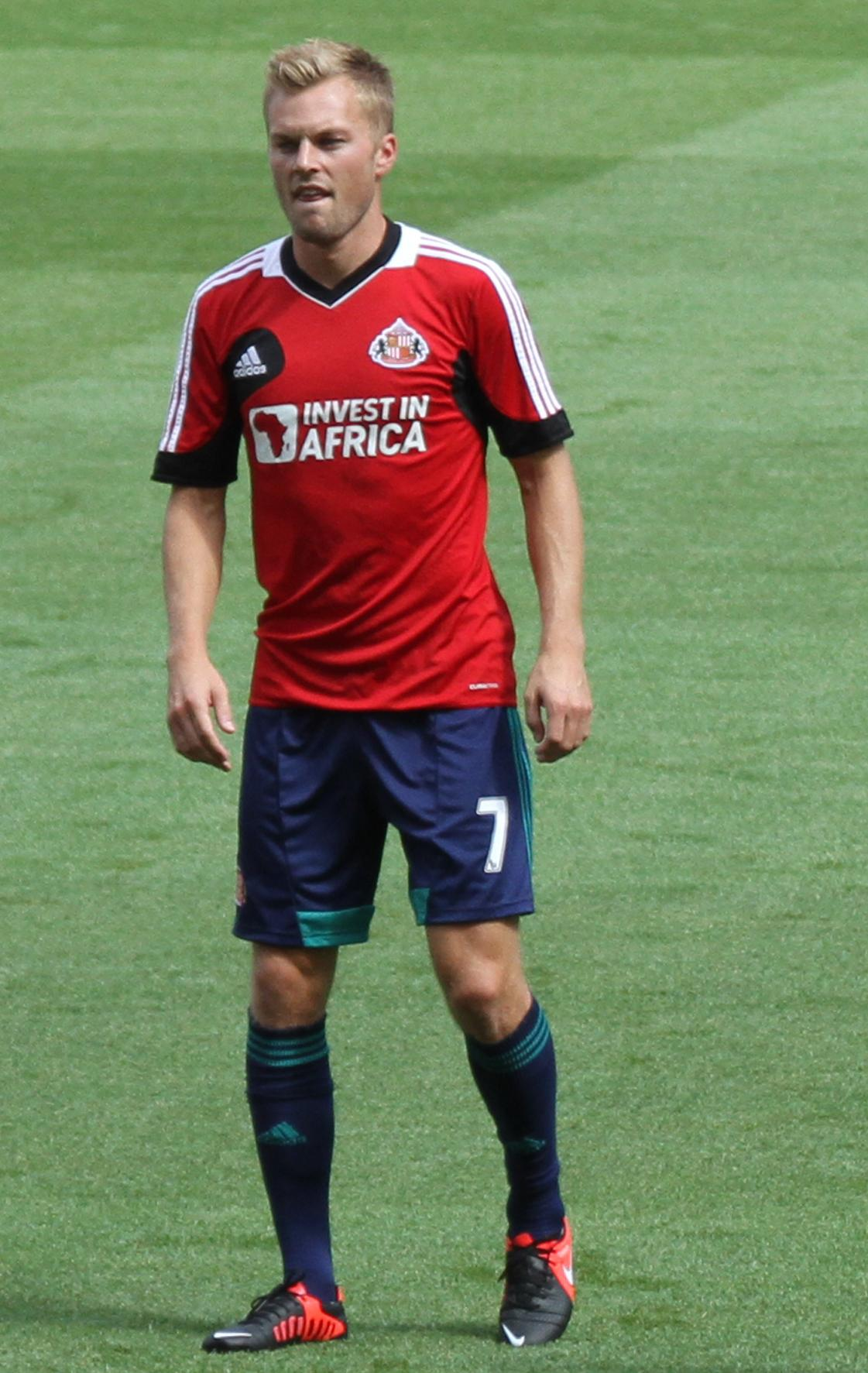
Larsson under en uppvärmning med Sunderland